# Comuni d'Italia soppressi
Questa lista riporta l'elenco dei comuni italiani soppressi a causa di accorpamenti, unioni o divisioni, dal 1861 in poi.
Vengono considerati solamente i comuni attualmente non autonomi, e non i comuni soppressi ed in seguito ricostituiti; la provincia considerata è quella di appartenenza al momento della cessazione.

## Abruzzo

### Provincia dell'Aquila
- Arischia - aggregato il 20 settembre 1927 al comune di Aquila degli Abruzzi[2]
- Bagno - aggregato il 20 settembre 1927 al comune di Aquila degli Abruzzi[2]
- Camarda - aggregato il 20 settembre 1927 al comune di Aquila degli Abruzzi[2]
- Paganica - aggregato il 20 settembre 1927 al comune di Aquila degli Abruzzi[2]
- Preturo - aggregato il 20 settembre 1927 al comune di Aquila degli Abruzzi[2]
- Roio Piano - aggregato il 20 settembre 1927 al comune di Aquila degli Abruzzi[2]
- Sassa - aggregato il 20 settembre 1927 al comune di Aquila degli Abruzzi[2]

### Provincia di Chieti
- San Silvestro - aggregato il 1º luglio 1879 in parte a Forcabobolina, in parte a Francavilla al Mare, in parte a Pescara e in parte a Torrevecchia Teatina[3]
- Fallascoso - aggregato il 18 luglio 1928 al comune di Torricella Peligna[4]

### Provincia di Pescara
- Musellaro - aggregato il 25 settembre 1928 al comune di Bolognano[5]
- Montesilvano - aggregato il 27 novembre 1928 al comune di Montesilvano Marina[6]
- Roccacaramanico - aggregato il 24 marzo 1929 al comune di Sant'Eufemia a Maiella[7]

### Provincia di Teramo
- Valle San Giovanni - aggregato il 28 gennaio 1869 ai comuni di Cortino, Montorio al Vomano e Torricella Sicura[8]
- Castellammare Adriatico - aggregato il 12 gennaio 1927 al comune di Pescara[9]

## Basilicata

### Provincia di Potenza
- Castelluccio - soppresso il 16 giugno 1935 per la ricostituzione dei comuni di Castelluccio Inferiore e Castelluccio Superiore (uniti nel 1928)[10].

## Calabria

### Provincia di Catanzaro
- Castagna - aggregato il 1º giugno 1869 al comune di Carlopoli[11]
- Piscopio - aggregato il 28 maggio 1937 al comune di Vibo Valentia[12]
- Nicastro - aggregato il 28 novembre 1968 per costituire il comune di Lamezia Terme[13]
- Sambiase - aggregato il 28 novembre 1968 per costituire il comune di Lamezia Terme[13]
- Sant'Eufemia Lamezia - aggregato il 28 novembre 1968 per costituire il comune di Lamezia Terme[13]

### Provincia di Cosenza
- Terrati - aggregato il 18 gennaio 1927 al comune di Lago[14]
- Aiello in Calabria (già Ajello) - soppresso il 19 maggio 1928 (con i comuni poi ricostituiti di Cleto e Serra d'Aiello) per costituire il comune di Aiello Calabro[15]
- Spezzano Grande - soppresso il 19 maggio 1928 per costituire, con il comune poi ricostituito di Spezzano Piccolo, il comune di Spezzano della Sila[16]
- Guardia Piemontese Terme - soppresso il 22 febbraio 1945 per la ricostituzione dei comuni di Acquappesa e Guardia Piemontese[17]
- Laino Bruzio - soppresso il 25 novembre 1947 per la ricostituzione dei comuni di Laino Borgo e Laino Castello (uniti nel 1928)[18]
- Casole Bruzio - soppresso il 5 maggio 2017 per costituire il comune di Casali del Manco[19]
- Serra Pedace - soppresso il 5 maggio 2017 per costituire il comune di Casali del Manco[19]
- Spezzano Piccolo - soppresso il 5 maggio 2017 per costituire il comune di Casali del Manco[19]
- Trenta - soppresso il 5 maggio 2017 per costituire Casali del Manco[19]
- Corigliano Calabro - soppresso il 31 marzo 2018 per costituire il comune di Corigliano-Rossano[20]
- Rossano - soppresso il 31 marzo 2018 per costituire il comune di Corigliano-Rossano[20]

### Provincia di Reggio Calabria
- Ortì - aggregato il 1º gennaio 1866 al comune di Reggio Calabria[21]
- Paracorio - soppresso il 1º maggio 1878 per costituire il comune di Delianuova[22]
- Pedavoli - soppresso il 1º maggio 1878 per costituire il comune di Delianuova[22]
- Cannitello - aggregato il 3 agosto 1927 al comune di Reggio di Calabria[23]
- Cataforio - aggregato il 3 agosto 1927 al comune di Reggio di Calabria[23]
- Catona - aggregato il 3 agosto 1927 al comune di Reggio di Calabria[23]
- Gallico - aggregato il 3 agosto 1927 al comune di Reggio di Calabria[23]
- Gallina - aggregato il 3 agosto 1927 al comune di Reggio di Calabria[23]
- Pellaro - aggregato il 3 agosto 1927 al comune di Reggio di Calabria[23]
- Podàrgoni - aggregato il 3 agosto 1927 al comune di Reggio di Calabria[23]
- Rosalì - aggregato il 3 agosto 1927 al comune di Reggio di Calabria[23]
- Salice Calabro (già Salice) - aggregato il 3 agosto 1927 al comune di Reggio di Calabria[23]
- Sambatello - aggregato il 3 agosto 1927 al comune di Reggio di Calabria[23]
- Villa San Giuseppe (già San Giuseppe) - aggregato il 3 agosto 1927 al comune di Reggio di Calabria[23]
- Tresilico - aggregato il 24 agosto 1927 al comune di Oppido Mamertina[24]
- Iatrinoli - soppresso il 27 marzo 1928, con anche Terranova Sappo Minulio poi ricostituito, per costituire il comune di Taurianova[25]
- Radicena - soppresso il 27 marzo 1928, con anche Terranova Sappo Minulio poi ricostituito, per costituire il comune di Taurianova[25]
- Caridà - soppresso il 4 maggio 1928 per costituire il comune di San Pietro di Caridà[26]
- San Pier Fedele - soppresso il 4 maggio 1928 per costituire il comune di San Pietro di Caridà[26]
- Samo di Calabria - soppresso il 9 marzo 1946 per la ricostituzione dei comuni di Caraffa del Bianco, Casignana, Samo e Sant'Agata del Bianco (uniti nel 1928)[27]

## Campania

### Provincia di Avellino
- San Barbato - aggregato il 1º giugno 1869 al comune di Manocalzati
- Migliano - aggregato il 1º agosto 1871 al comune di Lauro
- Tufara Valle - aggregato il 22 giugno 1913 ai comuni di Roccabascerana e San Martino Valle Caudina
- Tavernola - aggregato il 6 agosto 1927 al comune di Aiello del Sabato
- Sant'Agata di Sotto - aggregato il 19 ottobre 1927 al comune di Solofra
- Chianchetelle - aggregato il 28 gennaio 1927 al comune di Chianche
- San Pietro Indelicato - aggregato il 28 gennaio 1927 al comune di Chianche
- Quaglietta - aggregato il 15 aprile 1928 al comune di Calabritto
- Bellizzi - aggregato il 1º settembre 1938 al comune di Avellino
- Montoro Inferiore - soppresso il 3 dicembre 2013 per costituire il comune di Montoro
- Montoro Superiore - soppresso il 3 dicembre 2013 per costituire il comune di Montoro

### Provincia di Benevento
- Bagnara - aggregato il 1º gennaio 1866 al comune di Sant'Angelo a Cupolo
- Montorso - aggregato il 1º gennaio 1866 al comune di Sant'Angelo a Cupolo
- Pastene - aggregato il 1º gennaio 1866 al comune di Sant'Angelo a Cupolo
- Perrillo - aggregato il 1º gennaio 1866 al comune di Sant'Angelo a Cupolo
- San Marco - aggregato il 1º gennaio 1866 al comune di Sant'Angelo a Cupolo
- Varoni - aggregato il 24 febbraio 1867 al comune di Montesarchio
- Luzzano - aggregato il 15 marzo 1867 al comune di Moiano
- Civitella - aggregato il 19 marzo 1867 al comune di Cusano Mutri
- Tufara Valle - aggregato il 22 giugno 1913 ai comuni di Montesarchio, Ceppaloni e Apollosa.

### Provincia di Caserta
- Roccaguglielma - soppresso il 1º gennaio 1868 per costituire il comune di Esperia
- San Pietro in Curolis - soppresso il 1º gennaio 1868 per costituire il comune di Esperia
- Viticuso ed Acquafondata (già Viticuso) - soppresso il 23 luglio 1902 per la costituzione dei comuni di Acquafondata e Viticuso
- Sant'Andrea di Vallefredda (già Sant'Andrea) - soppresso il 2 luglio 1907 per la costituzione di Sant'Andrea (ora Sant'Andrea del Garigliano) e Vallefredda (ora Vallemaio)
- San Leucio - aggregato il 27 giugno 1928 al comune di Caserta[28]
- Lusciano e Ducenta - aggregato il 12 aprile 1929 al comune di Aversa e a Trentola (ora Trentola-Ducenta) (la frazione di Lusciano fu aggregata ad Aversa, la frazione di Ducenta fu aggregata a Trentola; Lusciano è poi stato ricostituito comune autonomo)
- Albanova - soppresso il 25 marzo 1946 per la ricostituzione del comune di Casal di Principe e San Cipriano d'Aversa[29] (uniti nel 1928)
- Atella di Napoli - soppresso il 26 aprile 1946 per la ricostituzione dei comuni diOrta di Atella, Sant'Arpino e Succivo (uniti nel 1928)
- Casalba - soppresso il 26 aprile 1946 per la ricostituzione dei comuni di Macerata Campania e Portico di Caserta (uniti nel 1928)
- Villa Volturno - soppresso il 27 aprile 1946 per la ricostituzione dei comuni di Bellona e Vitulazio (uniti nel 1928)
- Frignano - soppresso l'8 novembre 1946 per la costituzione dei comuni di Frignano Maggiore (ora Frignano) e Frignano Piccolo (ora Villa di Briano)
- Arienzo San Felice - soppresso il 21 dicembre 1946 per la ricostituzione dei comuni di Arienzo e San Felice a Cancello[30] (uniti nel 1928)
- Fertilia - soppresso il 21 dicembre 1946 per la ricostituzione dei comuni di Casaluce e Teverola[30] (uniti nel 1929)

### Città Metropolitana di Napoli
- Grumo - soppresso il 31 dicembre 1863 per la ricostituzione al comune di Grumo Nevano
- Palma - soppresso il 31 dicembre 1863 per la ricostituzione al comune di Palma Campania
- Piscinola - aggregato il 1º gennaio 1866 al comune di Napoli
- Sant'Erasmo (già Santeramo) - aggregato il 27 settembre 1867 al comune di Saviano
- Sirico - aggregato il 27 settembre 1867 al comune di Saviano
- Panicocoli - soppresso il 13 maggio 1871 per la ricostituzione al comune di Villaricca
- Testaccio d'Ischia (già Testaccio) - aggregato il 1º settembre 1873 al comune di Barano d'Ischia
- Barra - aggregato il 2 gennaio 1926 al comune di Napoli
- Ponticelli - aggregato il 2 gennaio 1926 al comune di Napoli
- San Giovanni a Teduccio - aggregato il 2 gennaio 1926 al comune di Napoli
- San Pietro a Patierno - aggregato il 2 gennaio 1926 al comune di Napoli
- Chiaiano ed Uniti - aggregato il 4 luglio 1926 al comune di Napoli[31]
- Pianura - aggregato il 4 luglio 1926 al comune di Napoli[31]
- Secondigliano - aggregato il 4 luglio 1926 al comune di Napoli[31]
- Soccavo - aggregato il 4 luglio 1926 al comune di Napoli[31]
- Licignano di Napoli (già Licignano) - aggregato il 13 aprile 1929 al comune di Casalnuovo di Napoli

### Provincia di Salerno
- Fogna - aggregato il 1º novembre 1875 al comune di Laurino (è l'attuale frazione di Villa Littorio)
- Licusati - aggregato il 7 ottobre 1928 al comune di Camerota
- Galdo - aggregato l'8 febbraio 1928 al comune di Sicignano (ora Sicignano degli Alburni)
- Piaggine Soprane - soppresso il 10 febbraio 1929, con il comune poi ricostituito di Valle dell'Angelo, per costituire il comune di Piaggine
- Castelruggiero - aggregato il 19 maggio 1929 al comune di Torre Orsaia
- Capitello (già Policastro del Golfo) - soppresso il 28 febbraio 1946 per la ricostituzione dei comuni di Ispani e di Santa Marina (uniti nel 1928)

## Emilia-Romagna

### Provincia di Bologna
- Musiano - aggregato il 1º gennaio 1866 al comune di Pianoro[32]
- Borgo Panigale - aggregato il 6 dicembre 1937 al comune di Bologna
- Bazzano - soppresso il 1º gennaio 2014 per costituire il comune di Valsamoggia
- Castello di Serravalle - soppresso il 1º gennaio 2014 per costituire il comune di Valsamoggia
- Crespellano - soppresso il 1º gennaio 2014 per costituire il comune di Valsamoggia
- Monteveglio - soppresso il 1º gennaio 2014 per costituire il comune di Valsamoggia
- Savigno - soppresso il 1º gennaio 2014 per costituire il comune di Valsamoggia
- Granaglione - soppresso il 1º gennaio 2016 per costituire il comune di Alto Reno Terme
- Porretta Terme - soppresso il 1º gennaio 2016 per costituire il comune di Alto Reno Terme

### Provincia di Ferrara
- Massa Fiscaglia - soppresso il 1º gennaio 2014 per costituire il comune di Fiscaglia
- Migliarino - soppresso il 1º gennaio 2014 per costituire il comune di Fiscaglia
- Migliaro - soppresso il 1º gennaio 2014 per costituire il comune di Fiscaglia
- Mirabello - soppresso il 1º gennaio 2017 per costituire il comune di Terre del Reno
- Sant'Agostino - soppresso il 1º gennaio 2017 per costituire il comune di Terre del Reno
- Berra - soppresso il 1º gennaio 2019 per costituire il comune di Riva del Po
- Formignana - soppresso il 1º gennaio 2019 per costituire il comune di Tresignana
- Ro - soppresso il 1º gennaio 2019 per costituire il comune di Riva del Po
- Tresigallo - soppresso il 1º gennaio 2019 per costituire il comune di Tresignana

### Provincia di Forlì-Cesena
- Mortano - aggregato il 25 febbraio 1923 al comune di Santa Sofia[33]
- Fiumana - diviso il 2 novembre 1925 in parte ai comuni di Castrocaro e Terra del Sole (ora Castrocaro Terme e Terra del Sole) e in parte al comune di Predappio[34]
- Teodorano - diviso il 2 novembre 1925 tra i comuni di Cesena, Civitella di Romagna, Meldola e Santa Sofia[34]
- Roversano - aggregato il 13 dicembre 1925 al comune di Cesena
- Sorbano - aggregato il 17 gennaio 1965 al comune di Sarsina

### Provincia di Parma
- San Martino Sinzano - diviso il 13 febbraio 1866 tra i comuni di Collecchio, Parma e San Pancrazio Parmense (la frazione capoluogo fu aggregata a Collecchio)
- Marore - soppresso il 1º luglio 1870 per costituire il comune di San Lazzaro Parmense
- San Donato d'Enza (già San Donato) - soppresso il 1º luglio 1870 per costituire il comune di San Lazzaro Parmense
- Boccolo de' Tassi - diviso il 27 gennaio 1927 tra i comuni di Bardi, Farini d'Olmo (ora Farini) (PC), e Ferriere (PC) e in parte per costituire Pione (la frazione capoluogo fu aggregata a Bardi)
- Pione - aggregato il 27 maggio 1927 al comune di Bardi
- Cortile San Martino - aggregato il 29 maggio 1943 al comune di Parma[35]
- Golese - aggregato il 29 maggio 1943 al comune di Parma[35]
- San Lazzaro Parmense - aggregato il 29 maggio 1943 al comune di Parma (Legge n.337 del 14/4/1943)
- San Pancrazio Parmense (già San Pancrazio) - aggregato il 29 maggio 1943 al comune di Parma[35]
- Vigatto - aggregato il 3 febbraio 1962 al comune di Parma
- Sissa - soppresso il 1º gennaio 2014 per costituire il comune di Sissa Trecasali
- Trecasali - soppresso il 1º gennaio 2014 per costituire il comune di Sissa Trecasali
- Polesine Parmense - soppresso il 1º gennaio 2016 per costituire il comune di Polesine Zibello
- Zibello - soppresso il 1º gennaio 2016 per costituire il comune di Polesine Zibello
- Mezzani - soppresso il 1º gennaio 2019 per costituire il comune di Sorbolo Mezzani
- Sorbolo - soppresso il 1º gennaio 2019 per costituire il comune di Sorbolo Mezzani

### Provincia di Piacenza
- Borgo San Bernardino - aggregato il 1º novembre 1877 al comune di Bettola
- Mortizza - aggregato il 1º settembre 1923 al comune di Piacenza[36]
- San Lazzaro Alberoni - aggregato il 1º settembre 1923 al comune di Piacenza[36]
- Sant'Antonio a Trebbia - aggregato il 1º settembre 1923 al comune di Piacenza[36]
- Trebecco - aggregato il 14 febbraio 1929 al comune di Nibbiano
- Caminata - soppresso il 1º gennaio 2018 per costituire il comune di Alta Val Tidone
- Nibbiano - soppresso il 1º gennaio 2018 per costituire il comune di Alta Val Tidone
- Pecorara - soppresso il 1º gennaio 2018 per costituire il comune di Alta Val Tidone

### Provincia di Reggio nell'Emilia
- Gazzano - aggregato il 1º ottobre 1870 al comune di Villa Minozzo[37]
- Busana - soppresso il 1º gennaio 2016 per costituire il comune di Ventasso
- Collagna - soppresso il 1º gennaio 2016 per costituire il comune di Ventasso
- Ligonchio - soppresso il 1º gennaio 2016 per costituire il comune di Ventasso
- Ramiseto - soppresso il 1º gennaio 2016 per costituire il comune di Ventasso

### Provincia di Rimini
- Poggio Berni - soppresso il 1º gennaio 2014 per costituire il comune di Poggio Torriana
- Torriana - soppresso il 1º gennaio 2014 per costituire il comune di Poggio Torriana
- Monte Colombo - soppresso il 1º gennaio 2016 per costituire il comune di Montescudo-Monte Colombo
- Montescudo - soppresso il 1º gennaio 2016 per costituire il comune di Montescudo-Monte Colombo

## Friuli-Venezia Giulia
La lista comprende anche i comuni soppressi per cessione dei territori alla Jugoslavia, ordinati secondo le divisioni provinciali del 1947.

### Provincia di Gorizia
- Lucinico - aggregato il 12 gennaio 1927 al comune di Gorizia[38]
- Piedimonte del Calvario - aggregato il 12 gennaio 1927 al comune di Gorizia[38]
- Salcano - aggregato il 12 gennaio 1927 al comune di Gorizia[38]
- San Pietro di Gorizia - aggregato il 12 gennaio 1927 al comune di Gorizia[38]
- Sant'Andrea di Gorizia - aggregato il 12 gennaio 1927 al comune di Gorizia[38]
- Osecca-Vittuglia - aggregato il 7 gennaio 1928 al comune di Sambasso[39]
- Ossegliano San Michele - aggregato il 7 gennaio 1928 al comune di Sambasso[39]
- Sedula - aggregato il 7 gennaio 1928 al comune di Bergogna[40]
- Camigna - aggregato il 22 gennaio 1928 al comune di Cernizza Goriziana[41]
- Goiaci - aggregato il 22 gennaio 1928 al comune di Cernizza Goriziana[41]
- Monte Urabice - aggregato il 22 gennaio 1928 al comune di San Vito di Vipacco[42]
- Podraga - aggregato il 22 gennaio 1928 al comune di San Vito di Vipacco[42]
- Vertovino - aggregato il 22 gennaio 1927 al comune di Cernizza Goriziana[41]
- Godovici - aggregato il 26 gennaio 1928 al comune di Montenero d'Idria[43]
- Locavizza di Canale - aggregato il 26 gennaio 1928 al comune di Chiapovano
- Podicrai del Piro - aggregato il 26 gennaio 1928 al comune di Zolla[44]
- Samaria - aggregato il 26 gennaio 1928 al comune di Rifembergo[45]
- Tribussa - aggregato il 26 gennaio 1928 al comune di Chiapovano
- Trenta d'Isonzo - aggregato il 21 febbraio 1928 al comune di Sonzia[46]
- Cosbana del Collio - aggregato il 7 marzo 1928 al comune di Dolegna del Collio[47]
- Aiba - aggregato il 13 marzo 1928 al comune di Canale d'Isonzo[48]
- Auzza di Canale - aggregato il 13 marzo 1928 al comune di Canale d'Isonzo[48]
- Cobbia - aggregato il 13 marzo 1928 al comune di San Daniele del Carso[49]
- Gabria - aggregato il 13 marzo 1928 al comune di San Daniele del Carso[49]
- Ronzina - aggregato il 13 marzo 1928 al comune di Canale d'Isonzo[48]
- Sable Grande - aggregato il 13 marzo 1928 al comune di Santa Croce di Aidussina[50]
- Scrilla - aggregato il 13 marzo 1928 al comune di Santa Croce di Aidussina[50]
- Biglia - aggregato il 15 aprile 1928 al comune di Ranziano
- Prevacina - aggregato il 17 aprile 1928 al comune di Montespino
- Ville Montevecchio - aggregato il 17 aprile 1928 al comune di Montespino
- Budagne - aggregato il 29 aprile 1928 al comune di Vipacco[50]
- Ersel in Monte - aggregato il 29 aprile 1928 al comune di Vipacco[50]
- Gozze - aggregato il 29 aprile 1928 al comune di Vipacco[50]
- Lose - aggregato il 29 aprile 1928 al comune di Vipacco[50]
- Slappe Zorzi - aggregato il 29 aprile 1928 al comune di Vipacco[50]
- Verpogliano - aggregato il 29 aprile 1928 al comune di Vipacco[50]
- Creda - aggregato il 2 maggio 1928 al comune di Caporetto
- Dresenza - aggregato il 2 maggio 1928 al comune di Caporetto
- Idresca d'Isonzo - aggregato il 2 maggio 1928 al comune di Caporetto
- Libussina - aggregato il 2 maggio 1928 al comune di Caporetto
- Luico - aggregato il 2 maggio 1928 al comune di Caporetto
- Romans - soppresso il 2 maggio 1928 per costituire il comune di Romans d'Isonzo
- Ternova d'Isonzo - aggregato il 2 maggio 1928 al comune di Caporetto
- Versa - soppresso il 2 maggio 1928 per costituire il comune di Romans d'Isonzo
- Bretto - aggregato il 4 maggio 1928 al comune di Plezzo
- Oltresonzia - aggregato il 4 maggio 1928 al comune di Plezzo
- Saga - aggregato il 4 maggio 1928 al comune di Plezzo
- Serpenizza - aggregato il 4 maggio 1928 al comune di Plezzo
- Anicova Corada - soppresso il 12 maggio 1928 per costituire il comune di Salona d'Isonzo[51]
- Bigliano - aggregato il 12 maggio 1928 al comune di Castel Dobra
- Descla - soppresso il 12 maggio 1928 per costituire il comune di Salona d'Isonzo[51]
- Medana - aggregato il 12 maggio 1928 al comune di Castel Dobra
- Monte San Vito - aggregato il 12 maggio 1928 al comune di Santa Lucia d'Isonzo
- Paniqua - aggregato il 12 maggio 1928 al comune di Santa Lucia d'Isonzo
- Volzana - aggregato il 12 maggio 1928 al comune di Tolmino[52]
- Dol Ottelza - aggregato il 28 luglio 1928 al comune di Aidussina
- Locavizza - aggregato il 28 luglio 1928 al comune di Aidussina
- Planina - aggregato il 28 luglio 1928 al comune di Aidussina
- Sturie delle Fusine - aggregato il 28 luglio 1928 al comune di Aidussina
- Ustie - aggregato il 28 luglio 1928 al comune di Aidussina
- Sebreglie - aggregato il 29 luglio 1928 al comune di Circhina
- Voissizza di Comeno - aggregato il 14 agosto 1928 al comune di Temenizza
- Battaglia della Bainsizza - aggregato il 16 agosto 1928 al comune di Gargaro
- Santo Spirito della Bainsizza - aggregato il 16 agosto 1928 al comune di Gargaro
- Boriano - aggregato il 24 agosto 1928 al comune di Comeno
- Brestovizza in Valle - aggregato il 24 agosto 1928 al comune di Opacchiasella
- Ceconico - aggregato il 24 agosto 1928 al comune di Idria[53]
- Dol Grande - aggregato il 24 agosto 1928 al comune di Comeno
- Dole - aggregato il 24 agosto 1928 al comune di Idria[53]
- Gabrovizza - aggregato il 24 agosto 1928 al comune di Comeno
- Goriano - aggregato il 24 agosto 1928 al comune di Comeno
- Idria di Sotto - aggregato il 24 agosto 1928 al comune di Idria[53]
- Ledine - aggregato il 24 agosto 1928 al comune di Idria[53]
- Pliscovizza della Madonna - aggregato il 24 agosto 1928 al comune di Comeno
- Scherbina - aggregato il 24 agosto 1928 al comune di Comeno
- Sella delle Trincee - aggregato il 24 agosto 1928 al comune di Opacchiasella
- Voschia - aggregato il 24 agosto 1928 al comune di Idria[53]
- Brazzano - aggregato il 9 settembre 1928 al comune di Cormons
- Corona - aggregato il 9 settembre 1928 al comune di Mariano del Friuli
- Vertoiba in Campi Santi - aggregato il 12 dicembre 1928 al comune di Gorizia[54]
- Aidussina - ceduto il 16 settembre 1947 alla Jugoslavia
- Bergogna - ceduto il 16 settembre 1947 alla Jugoslavia
- Cal di Canale - ceduto il 16 settembre 1947 alla Jugoslavia
- Canale d'Isonzo - ceduto il 16 settembre 1947 alla Jugoslavia
- Caporetto - ceduto il 16 settembre 1947 alla Jugoslavia
- Castel Dobra - ceduto il 16 settembre 1947 alla Jugoslavia
- Cernizza Goriziana - ceduto il 16 settembre 1947 alla Jugoslavia
- Chiapovano - ceduto il 16 settembre 1947 alla Jugoslavia
- Circhina - ceduto il 16 settembre 1947 alla Jugoslavia
- Comeno - ceduto il 16 settembre 1947 alla Jugoslavia
- Gargaro - ceduto il 16 settembre 1947 alla Jugoslavia
- Gracova Serravalle - ceduto il 16 settembre 1947 alla Jugoslavia
- Idria - ceduto il 16 settembre 1947 alla Jugoslavia
- Merna - ceduto il 16 settembre 1947 alla Jugoslavia
- Montenero d'Idria - ceduto il 16 settembre 1947 alla Jugoslavia
- Montespino - ceduto il 16 settembre 1947 alla Jugoslavia
- Opacchiasella - ceduto il 16 settembre 1947 alla Jugoslavia
- Plezzo - ceduto il 16 settembre 1947 alla Jugoslavia
- Ranziano - ceduto il 16 settembre 1947 alla Jugoslavia
- Rifembergo - ceduto il 16 settembre 1947 alla Jugoslavia
- Salona d'Isonzo - ceduto il 16 settembre 1947 alla Jugoslavia
- Sambasso - ceduto il 16 settembre 1947 alla Jugoslavia
- San Daniele del Carso - ceduto il 16 settembre 1947 alla Jugoslavia
- San Martino Quisca - ceduto il 16 settembre 1947 alla Jugoslavia
- San Vito di Vipacco - ceduto il 16 settembre 1947 alla Jugoslavia
- Santa Croce di Aidussina - ceduto il 16 settembre 1947 alla Jugoslavia
- Santa Lucia d'Isonzo - ceduto il 16 settembre 1947 alla Jugoslavia
- Sonzia - ceduto il 16 settembre 1947 alla Jugoslavia
- Tarnova della Selva - ceduto il 16 settembre 1947 alla Jugoslavia
- Temenizza - ceduto il 16 settembre 1947 alla Jugoslavia
- Tolmino - ceduto il 16 settembre 1947 alla Jugoslavia
- Vipacco - ceduto il 16 settembre 1947 alla Jugoslavia
- Zolla - ceduto il 16 settembre 1947 alla Jugoslavia

### Provincia di Pordenone
- Arzene - soppresso il 1º gennaio 2015 per costituire il comune di Valvasone Arzene
- Valvasone - soppresso il 1º gennaio 2015 per costituire il comune di Valvasone Arzene

### Provincia di Trieste
- Caccia - aggregato il 15 settembre 1925 al comune di Postumia[55]
- Lase - aggregato il 12 dicembre 1926 al comune di Senosecchia
- Senadole - aggregato il 12 dicembre 1926 al comune di Senosecchia
- Villabassa di Senosecchia - aggregato il 12 dicembre 1926 al comune di Senosecchia
- Roditti - aggregato il 12 gennaio 1927 al comune di Nacla San Maurizio (poi Divaccia San Canziano, e in seguito Divaccia Grotte del Timavo)[56]
- Auremo di Sopra - aggregato il 2 giugno 1927 al comune di Cave Auremiane[57]
- Famie - aggregato il 2 giugno 1927 al comune di Cave Auremiane[57]
- Poverio - aggregato il 9 giugno 1927 al comune di Sesana[58]
- Storie - aggregato il 9 giugno 1927 al comune di Sesana[58]
- Capriva del Carso - aggregato il 20 agosto 1927 al comune di Duttogliano[59]
- Scoppo - aggregato il 20 agosto 1927 al comune di Duttogliano[59]
- Alber di Sesana - aggregato il 22 ottobre 1927 al comune di Tomadio[60]
- Aurisina - soppresso il 9 settembre 1928 per costituire il comune di Duino-Aurisina[61]
- Duino - soppresso il 9 settembre 1928 per costituire il comune di Duino-Aurisina[61]
- Malchina - soppresso il 9 settembre 1928 per costituire il comune di Duino-Aurisina[61]
- San Pelagio - soppresso il 9 settembre 1928 per costituire il comune di Duino-Aurisina[61]
- Slivia - soppresso il 9 settembre 1928 per costituire il comune di Duino-Aurisina[61]
- Bucuie - ceduto il 16 settembre 1947 alla Jugoslavia
- Cave Auremiane - ceduto il 16 settembre 1947 alla Jugoslavia
- Corgnale - ceduto il 16 settembre 1947 alla Jugoslavia
- Cossana - ceduto il 16 settembre 1947 alla Jugoslavia
- Crenovizza - ceduto il 16 settembre 1947 alla Jugoslavia
- Divaccia San Canziano - ceduto il 16 settembre 1947 alla Jugoslavia
- Duttogliano - ceduto il 16 settembre 1947 alla Jugoslavia
- Postumia Grotte - ceduto il 16 settembre 1947 alla Jugoslavia
- San Giacomo in Colle - ceduto il 16 settembre 1947 alla Jugoslavia
- San Michele di Postumia - ceduto il 16 settembre 1947 alla Jugoslavia
- San Pietro del Carso - ceduto il 16 settembre 1947 alla Jugoslavia
- Senosecchia - ceduto il 16 settembre 1947 alla Jugoslavia
- Sesana - ceduto il 16 settembre 1947 alla Jugoslavia
- Tomadio - ceduto il 16 settembre 1947 alla Jugoslavia
- Villa Slavina - ceduto il 16 settembre 1947 alla Jugoslavia

### Provincia di Udine
- Cesclans - aggregato il 1º ottobre 1871 al comune di Cavazzo Carnico
- Mione - aggregato il 1º gennaio 1872 al comune di Ovaro
- Castel del Monte Udinese - aggregato il 1º febbraio 1878 al comune di Prepotto
- Pontebba Nuova (già Pontefella) - aggregato il 23 settembre 1924 al comune di Pontebba
- Ipplis - aggregato il 15 aprile 1928 al comune di Premariacco
- Perteole - aggregato il 15 aprile 1928 al comune di Ruda
- Ciseriis - aggregato il 29 aprile 1928 al comune di Tarcento
- Segnacco (già Collalto della Soima) - aggregato il 29 aprile 1928 al comune di Tarcento
- Raccolana - aggregato il 1º maggio 1928 al comune di Chiusaforte
- Muscoli Strassoldo - aggregato il 2 maggio 1928 al comune di Cervignano del Friuli
- Scodovacca - aggregato il 2 maggio 1928 al comune di Cervignano del Friuli
- Feletto Umberto (già Feletto) - aggregato il 13 maggio 1928 al comune di Tavagnacco
- Laglesie San Leopoldo (già San Lepolodo Alaglesie) - aggregato il 19 maggio 1928 al comune di Pontebba[62]
- Camporosso in Valcanale (già Camporosso) - aggregato il 15 giugno 1928 al comune di Tarvisio
- Fusine in Valromana (già Roccalba) - aggregato il 15 giugno 1928 al comune di Tarvisio
- Rivolto (già Passariano) - aggregato il 15 giugno 1928 al comune di Codroipo
- Malborghetto - soppresso il 7 agosto 1928 per costituire il comune di Malborghetto Valbruna
- Ugovizza Valbruna (già Ucovizza) - soppresso il 7 agosto 1928 per costituire il comune di Malborghetto Valbruna
- Rodda - soppresso il 24 gennaio 1929 per costituire il comune di Pulfero
- Tarcetta - soppresso il 24 gennaio 1929 per costituire il comune di Pulfero
- Vallenoncello - aggregato il 27 aprile 1930 al comune di Pordenone
- Ioannis - aggregato il 2 luglio 1931 al comune di Aiello del Friuli
- Campolongo al Torre - soppresso il 1º gennaio 2009 per costituire il comune di Campolongo Tapogliano
- Tapogliano - soppresso il 1º gennaio 2009 per costituire il comune di Campolongo Tapogliano
- Rivignano - soppresso il 1º gennaio 2014 per costituire il comune di Rivignano Teor
- Teor - soppresso il 1º gennaio 2014 per costituire il comune di Rivignano Teor
- Fiumicello - soppresso il 1º febbraio 2018 per costituire il comune di Fiumicello Villa Vicentina
- Ligosullo - soppresso il 1º febbraio 2018 per costituire il comune di Treppo Ligosullo
- Treppo Carnico - soppresso il 1º febbraio 2018 per costituire il comune di Treppo Ligosullo
- Villa Vicentina - soppresso il 1º febbraio 2018 per costituire il comune di Fiumicello Villa Vicentina

### Provincia di Fiume
- Berdo San Giovanni - aggregato il 3 dicembre 1924 al comune di Primano
- Monte Chilovi - aggregato il 3 dicembre 1924 al comune di Primano
- Ratecevo in Monte - aggregato il 3 dicembre 1924 al comune di Primano
- Ceglie - aggregato il 3 dicembre 1924 al comune di Primano
- Smeria - aggregato il 3 dicembre 1924 al comune di Primano
- Sagoria San Martino - aggregato il 22 ottobre 1927 al comune di Fontana del Conte[63]
- Bisterza - soppresso il 16 dicembre 1927 per costituire il comune di Villa del Nevoso[64]
- Torrenova di Bisterza - soppresso il 16 dicembre 1927 per costituire il comune di Villa del Nevoso[64]
- Bersezio del Quarnaro - aggregato il 21 maggio 1929 al comune di Moschiena[65]
- Apriano - aggregato il 22 dicembre 1931 al comune di Abbazia
- Volosca - aggregato il 22 dicembre 1931 al comune di Abbazia
- Abbazia - ceduto il 16 settembre 1947 alla Jugoslavia
- Castel Iablanizza - ceduto il 16 settembre 1947 alla Jugoslavia
- Castelnuovo d'Istria - ceduto il 16 settembre 1947 alla Jugoslavia
- Clana - ceduto il 16 settembre 1947 alla Jugoslavia
- Elsane - ceduto il 16 settembre 1947 alla Jugoslavia
- Fiume - ceduto il 16 settembre 1947 alla Jugoslavia
- Fontana del Conte - ceduto il 16 settembre 1947 alla Jugoslavia
- Laurana - ceduto il 16 settembre 1947 alla Jugoslavia
- Matteria - ceduto il 16 settembre 1947 alla Jugoslavia
- Mattuglie - ceduto il 16 settembre 1947 alla Jugoslavia
- Primano - ceduto il 16 settembre 1947 alla Jugoslavia
- Val Santamarina - ceduto il 16 settembre 1947 alla Jugoslavia
- Villa del Nevoso - ceduto il 16 settembre 1947 alla Jugoslavia

### Provincia di Pola
- Occisla-Clanzo - diviso l'8 febbraio 1923 in parte al comune di San Dorligo della Valle e in parte per la costituzione del comune di Erpelle-Cosina
- Draguccio - aggregato il 1º dicembre 1928 al comune di Pisino[66]
- Albona - ceduto il 16 settembre 1947 alla Jugoslavia
- Antignana - ceduto il 16 settembre 1947 alla Jugoslavia
- Arsia - ceduto il 16 settembre 1947 alla Jugoslavia
- Barbana d'Istria - ceduto il 16 settembre 1947 alla Jugoslavia
- Bogliuno - ceduto il 16 settembre 1947 alla Jugoslavia
- Brioni Maggiore - ceduto il 16 settembre 1947 alla Jugoslavia
- Buie d'Istria - ceduto il 16 settembre 1947 alla Jugoslavia
- Canfanaro - ceduto il 16 settembre 1947 alla Jugoslavia
- Capodistria - ceduto il 16 settembre 1947 alla Jugoslavia
- Cherso - ceduto il 16 settembre 1947 alla Jugoslavia
- Cittanova d'Istria - ceduto il 16 settembre 1947 alla Jugoslavia
- Dignano d'Istria - ceduto il 16 settembre 1947 alla Jugoslavia
- Erpelle-Cosina - ceduto il 16 settembre 1947 alla Jugoslavia
- Fianona - ceduto il 16 settembre 1947 alla Jugoslavia
- Gimino - ceduto il 16 settembre 1947 alla Jugoslavia
- Grisignana - ceduto il 16 settembre 1947 alla Jugoslavia
- Isola d'Istria - ceduto il 16 settembre 1947 alla Jugoslavia
- Lanischie - ceduto il 16 settembre 1947 alla Jugoslavia
- Lussingrande - ceduto il 16 settembre 1947 alla Jugoslavia
- Lussinpiccolo - ceduto il 16 settembre 1947 alla Jugoslavia
- Maresego - ceduto il 16 settembre 1947 alla Jugoslavia
- Monte di Capodistria - ceduto il 16 settembre 1947 alla Jugoslavia
- Montona - ceduto il 16 settembre 1947 alla Jugoslavia
- Neresine - ceduto il 16 settembre 1947 alla Jugoslavia
- Orsera - ceduto il 16 settembre 1947 alla Jugoslavia
- Ossero - ceduto il 16 settembre 1947 alla Jugoslavia
- Parenzo - ceduto il 16 settembre 1947 alla Jugoslavia
- Pinguente - ceduto il 16 settembre 1947 alla Jugoslavia
- Pirano - ceduto il 16 settembre 1947 alla Jugoslavia
- Pisino - ceduto il 16 settembre 1947 alla Jugoslavia
- Pola - ceduto il 16 settembre 1947 alla Jugoslavia
- Portole - ceduto il 16 settembre 1947 alla Jugoslavia
- Rovigno - ceduto il 16 settembre 1947 alla Jugoslavia
- Rozzo - ceduto il 16 settembre 1947 alla Jugoslavia
- Sanvincenti - ceduto il 16 settembre 1947 alla Jugoslavia
- Umago - ceduto il 16 settembre 1947 alla Jugoslavia
- Valdarsa - ceduto il 16 settembre 1947 alla Jugoslavia
- Valle d'Istria - ceduto il 16 settembre 1947 alla Jugoslavia
- Verteneglio - ceduto il 16 settembre 1947 alla Jugoslavia
- Villa Decani - ceduto il 16 settembre 1947 alla Jugoslavia
- Visignano d'Istria - ceduto il 16 settembre 1947 alla Jugoslavia
- Visinada - ceduto il 16 settembre 1947 alla Jugoslavia

### Provincia di Zara
- Lagosta - ceduto il 16 settembre 1947 alla Jugoslavia
- Zara - ceduto il 16 settembre 1947 alla Jugoslavia

## Lazio

### Provincia di Latina
- Elena - aggregato il 16 marzo 1927 al comune di Gaeta
- Castellonorato - aggregato il 14 giugno 1928 al comune di Formia
- Maranola - aggregato il 14 giugno 1928 al comune di Formia

### Provincia di Rieti
- Poggio Fidoni - aggregato il 21 febbraio 1928 al comune di Rieti
- Vazia (già Lugnano di Villa Troiana) - aggregato il 21 febbraio 1928 al comune di Rieti

### Provincia di Roma
- Montecelio (già Monticelli) - diviso il 3 novembre 1937 tra i comuni di Sant'Angelo Romano e Guidonia Montecelio (costituito insieme a parte dei comuni di Roma, Sant'Angelo Romano e Tivoli)
- Nettunia - diviso il 5 giugno 1945 per la ricostituzione dei comuni di Anzio e di Nettuno[67] (uniti nel 1940)
- Boville - aggregato il 21 settembre 1995 al comune di Marino (dal quale era stato staccato nel 1993)

### Provincia di Viterbo
- San Michele in Teverina (già San Michele) - aggregato il 2 novembre 1927 al comune di Civitella d'Agliano
- Castel Cellesi - aggregato il 31 dicembre 1927 al comune di Bagnoregio
- Bagnaia - aggregato il 19 maggio 1928 al comune di Viterbo
- Grotte di Santo Stefano - diviso il 19 maggio 1928 tra i comuni di Graffignano e Viterbo (la frazione capoluogo fu aggregata a Viterbo)
- Roccalvecce - diviso il 19 maggio 1928 tra i comuni di Celleno e Graffignano
- San Martino al Cimino (già San Martino) - aggregato il 19 maggio 1928 al comune di Viterbo

## Liguria

### Provincia di Genova
- Calvisio - aggregato il 1º ottobre 1869 al comune di Finale Pia
- Carpe - aggregato il 1º ottobre 1869 al comune di Balestrino
- Orco - aggregato il 1º ottobre 1869 al comune di Feglino (ora Orco Feglino)
- Varigotti - aggregato il 1º ottobre 1869 al comune di Finale Pia
- Perti - aggregato il 1º aprile 1870 al comune di Calice Ligure
- Trebiano Magra (già Trebiano) - aggregato il 1º giugno 1870 al comune di Arcola
- Portio - soppresso il 1º marzo 1871 per costituire il comune di Vezzi Portio
- Vezzi - soppresso il 1º marzo 1871 per costituire il comune di Vezzi Portio
- Foce - aggregato il 1º gennaio 1874 al comune di Genova
- Marassi - aggregato il 1º gennaio 1874 al comune di Genova
- San Francesco d'Albaro - aggregato il 1º gennaio 1874 al comune di Genova
- San Fruttuoso - aggregato il 1º gennaio 1874 al comune di Genova[68]
- San Martino d'Albaro - aggregato il 1º gennaio 1874 al comune di Genova
- Staglieno - aggregato il 1º gennaio 1874 al comune di Genova
- Multedo - aggregato il 1º gennaio 1875 al comune di Pegli
- Gorra - aggregato il 1º agosto 1877 al comune di Finalborgo
- Verzi Pietra - aggregato il 1º novembre 1878 al comune di Loano
- Cagna - aggregato il 16 luglio 1880 al comune di Piana Crixia
- Carretto - aggregato il 16 luglio 1880 al comune di Cairo Montenotte
- Lodisio - aggregato il 16 luglio 1880 al comune di Santa Giulia
- Rocchetta Cairo - aggregato il 16 luglio 1880 al comune di Cairo Montenotte
- San Giovanni Battista - aggregato il 29 novembre 1923 al comune di Sestri Ponente
- Apparizione - aggregato il 6 febbraio 1926 al comune di Genova[69]
- Bavari - aggregato il 6 febbraio 1926 al comune di Genova[69]
- Bolzaneto - aggregato il 6 febbraio 1926 al comune di Genova[69]
- Borzoli - aggregato il 6 febbraio 1926 al comune di Genova[69]
- Cornigliano Ligure - aggregato il 6 febbraio 1926 al comune di Genova[69]
- Molassana - aggregato il 6 febbraio 1926 al comune di Genova[69]
- Nervi - aggregato il 6 febbraio 1926 al comune di Genova[69]
- Pegli - aggregato il 6 febbraio 1926 al comune di Genova[69]
- Pontedecimo - aggregato il 6 febbraio 1926 al comune di Genova[69]
- Pra' - aggregato il 6 febbraio 1926 al comune di Genova[69]
- Quarto dei Mille - aggregato il 6 febbraio 1926 al comune di Genova[69]
- Quinto al Mare - aggregato il 6 febbraio 1926 al comune di Genova[69]
- Rivarolo Ligure - aggregato il 6 febbraio 1926 al comune di Genova[69]
- San Pier d'Arena - aggregato il 6 febbraio 1926 al comune di Genova[69]
- San Quirico in Val Polcevera - aggregato il 6 febbraio 1926 al comune di Genova[69]
- Sant'Ilario Ligure - aggregato il 6 febbraio 1926 al comune di Genova[69]
- Sestri Ponente - aggregato il 6 febbraio 1926 al comune di Genova[69]
- Struppa - aggregato il 6 febbraio 1926 al comune di Genova[69]
- Voltri - aggregato il 6 febbraio 1926 al comune di Genova[69]
- Canepa - aggregato il 9 settembre 1929 al comune di Sori
- Bogliasco Pieve - soppresso il 19 dicembre 1946 per la ricostituzione dei comuni di Bogliasco e Pieve Ligure[70] (uniti nel 1928)[71]

### Provincia di Imperia
- Ubaga - aggregato il 1º marzo 1877 al comune di Borghetto d'Arroscia
- Borgo Sant'Agata - soppresso il 29 novembre 1923 per la costituzione del comune di Imperia[72]
- Caramagna Ligure - soppresso il 29 novembre 1923 per la costituzione del comune di Imperia[72]
- Castelvecchio di Santa Maria Maggiore - soppresso il 29 novembre 1923 per la costituzione del comune di Imperia[72]
- Costa d'Oneglia - soppresso il 29 novembre 1923 per la costituzione del comune di Imperia[72]
- Oneglia - soppresso il 29 novembre 1923 per la costituzione del comune di Imperia[72]
- Porto Maurizio - soppresso il 29 novembre 1923 per la costituzione del comune di Imperia[72]
- Piani - soppresso il 29 novembre 1923 per la costituzione del comune di Imperia[72]
- Poggi - soppresso il 29 novembre 1923 per la costituzione del comune di Imperia[72]
- Torrazza - soppresso il 29 novembre 1923 per la costituzione del comune di Imperia[72]
- Diano Borello - aggregato il 4 febbraio 1923 al comune di Diano Marina
- Diano Calderina - aggregato il 4 febbraio 1923 al comune di Diano Marina
- Olivastri - aggregato il 4 febbraio 1924 al comune di Chiusavecchia
- Sarola - aggregato il 4 febbraio 1924 al comune di Chiusavecchia
- Candeasco - aggregato il 22 gennaio 1926 al comune di Borgomaro
- Maro Castello - aggregato il 22 gennaio 1926 al comune di Borgomaro
- Bestagno - aggregato il 21 febbraio 1928 al comune di Pontedassio
- Villaguardia - aggregato il 21 febbraio 1928 al comune di Pontedassio
- Villa Viani - aggregato il 21 febbraio 1928 al comune di Pontedassio
- Lingueglietta - aggregato il 6 marzo 1928 al comune di Cipressa
- Borghetto San Nicolò (già Borghetto) - aggregato il 4 aprile 1928 al comune di Bordighera
- Bussana - aggregato il 4 aprile 1928 al comune di Sanremo
- Coldirodi - aggregato il 4 aprile 1928 al comune di Ospedaletti
- Sasso di Bordighera (già Sasso) - aggregato il 4 aprile 1928 al comune di Bordighera
- Cenova - aggregato il 15 aprile 1928 al comune di Rezzo
- Lavina - aggregato il 15 aprile 1928 al comune di Rezzo
- Gazzelli - aggregato il 17 aprile 1928 al comune di Chiusanico
- Pantasina - aggregato il 17 aprile 1928 al comune di Vasia
- Pianavia - aggregato il 17 aprile 1928 al comune di Vasia
- Tavole - aggregato il 17 aprile 1928 al comune di Prelà
- Torria - aggregato il 17 aprile 1928 al comune di Chiusanico
- Valloria Marittima - aggregato il 17 aprile 1928 al comune di Prelà
- Villatalla - aggregato il 17 aprile 1928 al comune di Prelà
- Moano - aggregato il 6 settembre 1928 al comune di Pieve di Teco
- Boscomare - aggregato il 1º novembre 1928 al comune di Pietrabruna
- Conio - aggregato l'8 dicembre 1928 al comune di Borgomaro
- San Lazzaro Reale - aggregato l'8 dicembre 1928 al comune di Borgomaro
- Ville San Pietro - aggregato l'8 dicembre 1928 al comune di Borgomaro
- Ville San Sebastiano - aggregato l'8 dicembre 1928 al comune di Borgomaro
- Moltedo Superiore - soppresso il 15 dicembre 1928 per la costituzione del comune di Imperia[72]
- Montegrazie - soppresso il 15 dicembre 1928 per la costituzione del comune di Imperia[72]
- Arzeno d'Oneglia - diviso il 16 marzo 1929 tra Cesio (frazione "Arzeno d'Oneglia") e Caravonica (frazione "San Bartolomeo")
- Cartari e Calderara - diviso il 16 marzo 1929 tra Cesio (frazione "Cartari"), Pieve di Teco (frazione "Calderara") e Vessalico (frazione "Siglioli")
- Mendatica Montegrosso - soppresso il 17 febbraio 1950 per la ricostituzione del comune di Mendatica e Montegrosso Pian Latte (uniti nel 1928)
- Riva Santo Stefano - soppresso il 18 settembre 1954 per la ricostituzione del comune di Riva Ligure e Santo Stefano al Mare (uniti nel 1928)
- Carpasio - soppresso il 1º gennaio 2018 per la costituzione del comune di Montalto Carpasio
- Montalto Ligure - soppresso il 1º gennaio 2018 per costituire il comune di Montalto Carpasio

### Provincia di Savona
- Finalborgo - soppresso il 12 gennaio 1927 per costituire il comune di Finale Ligure[38]
- Finalmarina - soppresso il 12 gennaio 1927 per costituire il comune di Finale Ligure[38]
- Finale Pia - soppresso il 12 gennaio 1927 per costituire il comune di Finale Ligure[38]
- Rocchetta Cengio - aggregato il 18 luglio 1928 al comune di Cengio
- Biestro - aggregato il 28 luglio 1928 al comune di Pallare
- Bardino Nuovo - aggregato il 24 dicembre 1928 al comune di Tovo San Giacomo
- Bardino Vecchio - aggregato il 6 dicembre 1928 al comune di Tovo San Giacomo
- Ranzi Pietra - aggregato il 25 gennaio 1929 al comune di Pietra Ligure
- Ellera - aggregato il 12 aprile 1929 al comune di Albisola Superiore
- Campochiesa - aggregato il 28 maggio 1929 al comune di Albenga
- Segno - aggregato il 30 maggio 1929 al comune di Vado Ligure
- Cenesi - aggregato il 4 giugno 1929 al comune di Cisano sul Neva[73]
- Martina Olba - soppresso il 13 giugno 1929 per costituire il comune di Urbe
- Olba - soppresso il 13 giugno 1929 per costituire il comune di Urbe
- Vellego - diviso il 13 maggio 1929 tra Casanova Lerrone e Testico
- Brovida - diviso il 16 giugno 1929 tra Cairo Montenotte e Dego
- Santa Giulia - diviso il 16 giugno 1929 tra Dego e Piana Crixia
- Borgio - soppresso il 24 maggio 1933 per costituire il comune di Borgio Verezzi
- Verezzi - soppresso il 24 maggio 1933 per costituire il comune di Borgio Verezzi

## Lombardia
Al 2019 si contano circa 1000 comuni soppressi della Lombardia.

## Marche

### Provincia di Ancona
- Montesicuro - aggregato il 22 maggio 1928 al comune di Ancona
- Paterno d'Ancona - aggregato il 22 maggio 1928 al comune di Ancona
- Rosora Mergo - soppresso l'8 marzo 1946 per la ricostituzione dei comuni di Mergo e Rosora (uniti nel 1928)
- Castel Colonna - soppresso il 1º gennaio 2014 per costituire il comune di Trecastelli
- Monterado - soppresso il 1º gennaio 2014 per costituire il comune di Trecastelli
- Ripe - soppresso il 1º gennaio 2014 per costituire il comune di Trecastelli

### Provincia di Ascoli Piceno
- Montacuto - aggregato il 1º gennaio 1866 al comune di Acquasanta (ora Acquasanta Terme)
- Montecalvo del Castellano (già Montecalvo) - aggregato il 1º gennaio 1866 al comune di Acquasanta (ora Acquasanta Terme)
- Quintodecimo - aggregato il 1º gennaio 1866 al comune di Acquasanta (ora Acquasanta Terme)
- Ripaberarda - aggregato il 1º gennaio 1866 al comune di Castignano
- Santa Maria del Tronto (già Santa Maria) - aggregato il 1º gennaio 1866 al comune di Acquasanta (ora Acquasanta Terme)
- Lisciano del Tronto (già Lisciano) - aggregato il 17 gennaio 1867 al comune di Ascoli Piceno
- Montadamo - aggregato il 17 gennaio 1867 al comune diAscoli Piceno
- Mozzano - aggregato il 17 gennaio 1867 al comune di Ascoli Piceno
- Porchiano dell'Ascensione (già Porchiano) - aggregato il 17 gennaio 1867 al comune di Ascoli Piceno
- Osoli - aggregato il 31 gennaio 1867 al comune di Roccafluvione
- Pagliare - aggregato il 31 gennaio 1867 al comune di Spinetoli
- Patrignone - aggregato il 31 gennaio 1867 al comune di Montalto delle Marche
- Porchia - aggregato il 31 gennaio 1867 al comune di Montalto delle Marche
- Roccareonile - aggregato il 31 gennaio 1867 al comune di Roccafluvione
- Sant'Elpidio Morico - aggregato il 1º gennaio 1869 al comune di Monsampietro Morico
- Moregnano - aggregato il 1º maggio 1869 al comune di Petritoli
- Torchiaro - aggregato il 17 gennaio 1869 al comune di Ponzano di Fermo
- Capradosso - aggregato il 1º luglio 1869 al comune di Rotella
- Castel di Croce - aggregato il 1º luglio 1869 al comune di Rotella
- Torre di Palme - aggregato il 1º marzo 1878 al comune di Fermo
- Alteta - aggregato il 14 settembre 1898 al comune di Montegiorgio
- Cerreto - aggregato il 1 gennaio 1869 al comune di Montegiorgio

### Provincia di Macerata
- Porto Civitanova - aggregato il 14 settembre 1938 al comune di Civitanova Marche
- Acquacanina - aggregato il 1º gennaio 2017 al comune di Fiastra
- Fiordimonte - soppresso il 1º gennaio 2017 per costituire il comune di Valfornace
- Pievebovigliana - soppresso il 1º gennaio 2017 per costituire il comune di Valfornace

### Provincia di Pesaro e Urbino
- Montalto Tarugo (già Montalto) - aggregato il 1º gennaio 1866 al comune di Fossombrone
- Monte Montanaro - aggregato il 1º gennaio 1869 al comune di Montefelcino
- Monteguiduccio - aggregato il 1º gennaio 1869 al comune di Montefelcino
- Isola di Fano - aggregato il 1º giugno 1869 al comune di Fossombrone
- Montefabbri - diviso il 1º giugno 1869 tra i comuni di Colbordolo e Montelabbate (la frazione capoluogo fu aggregata a Colbordolo)
- Montebello Metaurense (già Montebello) - aggregato il 1º luglio 1869 al comune di Orciano di Pesaro
- Sant'Andrea di Suasa (già Sant'Andrea) - aggregato il 1º luglio 1869 al comune di Mondavio
- Torre San Marco - aggregato il 1º luglio 1869 al comune di Fratte Rosa
- Fenigli - aggregato il 1º agosto 1869 al comune di Pergola
- Montalfoglio - aggregato il 1º agosto 1869 al comune di San Lorenzo in Campo
- Monterolo - aggregato il 1º agosto 1869 al comune di Pergola
- Montesecco Antico (già Montesecco) - aggregato il 1º agosto 1869 al comune di Pergola
- Montevecchio - aggregato il 1º agosto 1869 al comune di Pergola
- San Vito Sul Cesano (già San Vito) - aggregato il 1º agosto 1869 al comune di San Lorenzo in Campo
- Casteldimezzo - aggregato il 1º dicembre 1869 al comune di Fiorenzuola (poi Fiorenzuola di Focara)
- Sorbolongo - aggregato il 30 giugno 1928 al comune di Sant'Ippolito
- Scavolino - diviso il 14 dicembre 1928 tra i comuni di Casteldelci e Pennabilli (la frazione capoluogo fu aggregata a Pennabilli)
- Candelara - aggregato l'11 aprile 1929 al comune di Pesaro
- Fiorenzuola di Focara (già Fiorenzuola) - aggregato l'11 aprile 1929 al comune di Pesaro
- Ginestreto - aggregato l'11 aprile 1929 al comune di Pesaro
- Novilara - aggregato l'11 aprile 1929 al comune di Pesaro
- Pozzo Alto (già Pozzo) - aggregato l'11 aprile 1929 al comune di Pesaro
- Frontone Serra - diviso il 6 febbraio 1946 per la ricostituzione dei comuni di Frontone e Serra Sant'Abbondio (uniti nel 1928)
- Colbordolo - soppresso il 1º gennaio 2014 per costituire il comune di Vallefoglia
- Sant'Angelo in Lizzola - soppresso il 1º gennaio 2014 per costituire il comune di Vallefoglia
- Barchi - soppresso il 1º gennaio 2017 per costituire il comune di Terre Roveresche
- Montemaggiore al Metauro - soppresso il 1º gennaio 2017 per costituire il comune di Colli al Metauro
- Orciano di Pesaro - soppresso il 1º gennaio 2017 per costituire il comune di Terre Roveresche
- Piagge - soppresso il 1º gennaio 2017 per costituire il comune di Terre Roveresche
- Saltara - soppresso il 1º gennaio 2017 per costituire il comune di Colli al Metauro
- San Giorgio di Pesaro - soppresso il 1º gennaio 2017 per costituire il comune di Terre Roveresche
- Serrungarina - soppresso il 1º gennaio 2017 per costituire il comune di Colli al Metauro
- Auditore - soppresso il 1º gennaio 2019 per costituire il comune di Sassocorvaro Auditore
- Sassocorvaro - soppresso il 1º gennaio 2019 per costituire il comune di Sassocorvaro Auditore
- Monteciccardo - aggregato il 1º luglio 2020 al comune di Pesaro

## Molise

### Provincia di Campobasso
- Castellone al Volturno - soppresso il 17 aprile 1928 per costituire il comune di Castel San Vincenzo[74]
- San Vincenzo al Volturno - soppresso il 17 aprile 1928 per costituire il comune di Castel San Vincenzo[74]

## Piemonte

### Provincia di Alessandria
- Bisio - aggregato nel 1873 al comune di Francavilla Bisio
- Brignano del Curone (già Brignano) e Frascata - uniti nel 1928 nel comune di Brignano-Frascata
- Carezzano Superiore e Carezzano Inferiore - uniti nel 1928 nel comune di Carezzano
- Castel de' Ratti - aggregato nel 1928 al comune di Borghetto di Borbera
- Corteranzo - aggregato nel 1928 al comune di Murisengo
- Cuquello - aggregato nel 1928 al comune di Sardigliano
- Forotondo - aggregato nel 1928 al comune di Fabbrica Curone
- Groppo - aggregato nel 1928 al comune di Pozzol Groppo
- Malvino - aggregato nel 1928 al comune di Sardigliano
- Molo di Borbera (già Molo) - aggregato nel 1928 al comune di Borghetto di Borbera
- Montalero - aggregato nel 1928 al comune di Cerrina Monferrato
- Pavone d'Alessandria (già Pavone) - aggregato nel 1928 al comune di Pietra Marazzi
- Quarti - aggregato nel 1928 al comune di Pontestura
- Rosingo - aggregato nel 1928 al comune di Cerrina Monferrato
- Salabue - aggregato nel 1928 al comune di Ponzano Monferrato
- Sorli - aggregato nel 1928 al comune di Borghetto di Borbera
- Torre de' Ratti - aggregato nel 1928 al comune di Borghetto di Borbera
- Varengo - aggregato nel 1928 al comune di Gabiano
- Vargo - aggregato nel 1928 al comune di Stazzano
- Brusaschetto - aggregato nel 1929 al comune di Camino
- Castel San Pietro Monferrato (già Castel San Pietro) - aggregato nel 1929 al comune di Camino
- Villabella (già Lazzarone) - aggregato nel 1938 al comune di Valenza Po
- Molino Alzano - soppresso nel 1946 per la ricostituzione dei comuni di Alzano Scrivia e Molino dei Torti (uniti nel 1928)
- Montechiaro Denice - soppresso nel 1946 per la ricostituzione dei comuni di Denice e Montechiaro d'Acqui (uniti nel 1929)
- Frassinello Olivola - soppresso nel 1947 per la ricostituzione dei comuni di Frassinello Monferrato e Olivola (uniti nel 1928)
- Tagliolo Belforte - soppresso nel 1947 per la ricostituzione dei comuni di Belforte Monferrato e Tagliolo Monferrato (uniti nel 1927)
- Alluvioni Cambiò e Piovera - fusi nel 2018 nel comune di Alluvioni Piovera
- Cassano Spinola e Gavazzana - fusi nel 2018 nel comune di Cassano Spinola
- Cuccaro Monferrato e Lu - fusi nel 2019 nel comune di Lu e Cuccaro Monferrato

### Provincia di Asti
- Cocconito - aggregato nel 1875 al comune di Cocconato
- Quarto Astese (già Quarto) - aggregato nel 1876 al comune di Asti
- Bagnasco d'Asti e Capriglio d'Asti - aggregati nel 1928 al comune di Montafia
- Castelvero d'Asti (già Castelvero) - aggregato nel 1928 al comune di Piovà Massaia
- Dusino e San Michele d'Asti - uniti nel 1928 nel comune di Dusino San Michele
- Rinco - aggregato nel 1928 al comune di Scandeluzza
- San Paolo della Valle (già San Paolo) e Solbrito - uniti nel 1928 nel comune di San Paolo Solbrito
- Castiglione d'Asti (già Castiglione) - aggregato nel 1929 al comune di Asti
- Mondonio - aggregato nel 1929 al comune di Castelnuovo d'Asti
- Marmorito (parte), Passerano e Primeglio-Schierano - uniti nel 1929 nel comune di Passerano Marmorito; parte di Marmorito venne aggregata al comune di Aramengo.
- San Marzanotto - aggregato nel 1929 al comune di Asti
- Serravalle d'Asti (già Serravalle) - aggregato nel 1929 al comune di Asti
- Sessant - aggregato nel 1929 al comune di Asti
- Vaglierano - aggregato nel 1929 al comune di Asti
- San Marzano Moasca - soppresso nel 1947 per la ricostituzione dei comuni di Moasca e San Marzano Oliveto (uniti nel 1929)
- Villa Corsione - soppresso nel 1947 per la ricostituzione dei comuni di Corsione e Villa San Secondo (uniti nel 1928)
- Colcavagno-Scandaluzza - soppresso nel 1947 per la ricostituzione dei comuni Colcavagno e Scandeluzza
- Colcavagno, Montiglio e Scandeluzza - fusi nel 1998 nel comune di Montiglio Monferrato

### Provincia di Biella
- Flecchia - aggregato nel 1928 al comune di Pray
- Pianceri - aggregato nel 1928 al comune di Pray
- Andorno - aggregato nel 1929 al comune di Andorno Cacciorna
- Croce di Mosso - aggregato nel 1929 al comune di Valle Mosso
- San Giuseppe di Casto - aggregato nel 1929 al comune di Andorno Cacciorna
- Castellengo - aggregato nel 1936 al comune di Cossato
- Valle Superiore Mosso - aggregato nel 1938 al comune di Mosso Santa Maria
- Chiavazza - aggregato nel 1940 al comune di Biella
- Cossila - aggregato nel 1940 al comune di Biella
- Mosso Santa Maria e Pistolesa - fusi nel 1999 nel comune di Mosso
- Campiglia Cervo, Quittengo e San Paolo Cervo - fusi nel 2016 nel nuovo comune di Campiglia Cervo
- Crosa e Lessona - fusi nel 2016 nel nuovo comune di Lessona
- Selve Marcone - incorporato nel 2017 nel comune di Pettinengo
- Cerreto Castello e Quaregna - fusi nel 2019 nel comune di Quaregna Cerreto
- Mosso, Soprana, Trivero e Valle Mosso - fusi nel 2019 nel comune di Valdilana

### Provincia di Cuneo
- Albaretto Valle di Macra (già Albaretto) - aggregato nel 1928 al comune di Macra
- Alma - aggregato nel 1928 al comune di Macra
- Andonno - aggregato nel 1928 al comune di Valdieri
- Bersezio - aggregato nel 1928 al comune di Argentera
- Gorrino - aggregato nel 1928 al comune di Pezzolo Valle Uzzone
- Lottulo - aggregato nel 1928 al comune di San Damiano Macra
- Malpotremo - aggregato nel 1928 al comune di Ceva
- Paglieres - aggregato nel 1928 al comune di San Damiano Macra
- San Michele Prazzo (già San Michele) - aggregato nel 1928 al comune di Prazzo
- Torre Uzzone - aggregato nel 1928 al comune di Pezzolo Valle Uzzone
- Ussolo - aggregato nel 1928 al comune di Prazzo
- Villanovetta - aggregato nel 1928 al comune di Verzuolo
- San Pietro di Monterosso - aggregato nel 1929 al comune di Monterosso Grana
- Scaletta Uzzone - aggregato nel 1929 al comune di Castelletto Uzzone
- Castelletto Monforte - aggregato nel 1930 al comune di Monforte d'Alba
- Perno - aggregato nel 1930 al comune di Monforte d'Alba
- Gaiola-Moiola - soppresso nel 1946 per la ricostituzione dei comuni di Gaiola e Moiola (uniti nel 1928)
- Novello Monchiero (già Monchiero Novello) - soppresso nel 1947 per la ricostituzione dei comuni di Novello e Monchiero (uniti nel 1928)
- Priero-Montezemolo - soppresso nel 1947 per la ricostituzione dei comuni di Castelnuovo di Ceva, Montezemolo e Priero (uniti nel 1929)
- Sambuco-Pietraporzio - soppresso nel 1947 per la ricostituzione dei comuni di Pietraporzio e Sambuco (uniti nel 1928)
- Scarnafigi-Ruffia - soppresso nel 1947 per ricostituzione dei comuni di Ruffia e Scarnafigi (uniti nel 1928)
- Briga Marittima - Il capoluogo, che assumerà il nome di La Brigue, e la frazione Morignolo, poi Morignol, passate nel 1947 alla Francia, nel dipartimento di Nizza (le frazioni Upega, Carnino e Piaggia creeranno il comune di Briga Alta, con capoluogo a Piaggia, mentre la frazione Realdo ricadrà nel comune di Triora in Liguria)
- Tenda - ceduto nel 1947 alla Francia
- Camo - incorporato nel 2019 al comune di Santo Stefano Belbo
- Castellar - incorporato nel 2019 al comune di Saluzzo
- Valmala - incorporato nel 2019 al comune di Busca

### Provincia di Novara
- Sologno - aggregato nel 1866 al comune di Caltignaga
- Ara - aggregato nel 1927 al comune di Grignasco
- Agnellengo - aggregato nel 1928 al comune di Momo
- Alzate e Linduno - aggregati nel 1928 al comune di Momo
- Auzate - aggregato nel 1928 al comune di Gozzano
- Bugnate - aggregato nel 1928 al comune di Gozzano
- Calogna - aggregato nel 1928 al comune di Lesa
- Coiromonte (già Coiro) - aggregato nel 1928 al comune di Armeno
- Comnago - aggregato nel 1928 al comune di Lesa
- Corciago - aggregato nel 1928 al comune di Pisano
- Dagnente - aggregato nel 1928 al comune di Arona
- Fosseno - aggregato nel 1928 al comune di Nebbiuno
- Ghevio - aggregato nel 1928 al comune di Meina
- Invorio Superiore - aggregato nel 1928 al comune di Invorio
- Isola di San Giulio e Orta Novarese (già Orta) - uniti nel 1928 nel comune di Orta San Giulio
- Mercurago - aggregato nel 1928 al comune di Arona
- Montrigiasco - aggregato nel 1928 al comune di Paruzzaro; spostato nel 1960 al comune di Arona
- Sovazza - aggregato nel 1928 al comune di Armeno
- Tapigliano - aggregato nel 1928 al comune di Pisano
- Vergano Novarese (già Vergano) - aggregato nel 1928 al comune di Borgomanero
- Casaleggio-Castellazzo - soppresso nel 1947 per la ricostituzione dei comuni di Casaleggio Novara e Castellazzo Novarese (uniti nel 1928)
- Gattico e Veruno - fusi nel 2019 nel comune di Gattico-Veruno

### Provincia di Torino
- Les Arnauds - aggregato nel 1836 al comune di Melezet
- Baratonia - aggregato nel 1870 al comune di Varisella
- Rodoretto - aggregato nel 1870 al comune di Prali
- Rollières - aggregato nel 1870 ai comuni di Bousson e Cesana Torinese (la frazione capoluogo fu aggregata a Bousson, e poi spostata nel 1882 al comune di Sauze di Cesana)
- Sale Canischio - aggregato nel 1870 al comune di San Colombano Belmonte
- Luserna e San Giovanni Pellice - uniti nel 1871 nel comune di Luserna San Giovanni
- Cavoretto - aggregato nel 1889 al comune di Torino
- Avuglione e Vernone - aggregato nel 1927 al comune di Marentino
- Bonzo - aggregato nel 1927 al comune di Groscavallo
- Camagna di Torino - aggregato nel 1927 al comune di Rivara
- Col San Giovanni - aggregato nel 1927 al comune di Viù
- Fenile - aggregato nel 1927 al comune di Campiglione (ora Campiglione-Fenile)
- Forno Alpi Graje - aggregato nel 1927 al comune di Groscavallo
- Melezet - aggregato nel 1927 al comune di Bardonecchia
- Mentoulles - aggregato nel 1927 al comune di Fenestrelle
- Millaures - aggregato nel 1927 al comune di Bardonecchia
- Rochemolles - aggregato nel 1927 al comune di Bardonecchia
- Abbadia Alpina - aggregato nel 1928 al comune di Pinerolo
- Baio Dora (già Baio) - aggregato nel 1928 al comune di Borgofranco d'Ivrea
- Bardassano - aggregato nel 1928 al comune di Gassino Torinese
- Beaulard - aggregato nel 1928 al comune di Oulx
- Bousson - aggregato nel 1928 al comune di Cesana Torinese
- Bovile - aggregato nel 1928 al comune di Perrero
- Bussolino Gassinese - aggregato nel 1928 al comune di Gassino
- Campiglia Soana e Valprato - uniti nel 1928 nel comune di Valprato Soana
- Champlas-du-Col - aggregato nel 1928 al comune di Cesana Torinese; poi spostato nel 1934 nel nuovo comune di Sestriere
- Chiabrano - aggregato nel 1928 al comune di Perrero
- Désertes - aggregato nel 1928 al comune di Cesana Torinese
- Faetto - aggregato nel 1928 al comune di Perrero
- Fenils - aggregato nel 1928 al comune di Cesana Torinese
- Foresto di Susa - aggregato nel 1928 al comune di Bussoleno
- Inverso Porte - aggregato nel 1928 al comune di San Germano Chisone
- Maniglia - aggregato nel 1928 al comune di Perrero
- Marcorengo - aggregato nel 1928 al comune di Brusasco
- Meano - aggregato nel 1928 al comune di Perosa Argentina
- Mollières - aggregato nel 1928 al comune di Cesana Torinese
- Monasterolo Torinese - aggregato nel 1928 al comune di Cafasse
- Mondrone - aggregato nel 1928 al comune di Ala di Stura
- Piazzo - aggregato nel 1928 al comune di Lauriano
- Priacco - aggregato nel 1928 al comune di Cuorgnè
- Revigliasco Torinese - aggregato nel 1928 al comune di Moncalieri
- Riclaretto - aggregato nel 1928 al comune di Perrero
- Rivera - aggregato nel 1928 al comune di Almese
- Roccapiatta - aggregato nel 1928 al comune di San Secondo di Pinerolo
- Sale Castelnuovo e Villa Castelnuovo - uniti nel 1928, con il comune poi ricostituito di Cintano, nel comune di Castelnuovo Nigra
- Salto Canavese - aggregato nel 1928 al comune di Cuorgnè
- San Martino di Perrero - aggregato nel 1928 al comune di Perrero
- Savoulx - aggregato nel 1928 al comune di Oulx
- Solomiac - aggregato nel 1928 al comune di Cesana Torinese
- Tavernette - aggregato nel 1928 al comune di Cumiana
- Thures - aggregato nel 1928 al comune di Cesana Torinese
- Tina - aggregato nel 1928 al comune di Vestignè
- Traverse - aggregato nel 1928 al comune di Perrero
- Campo Canavese - aggregato nel 1929 al comune di Castellamonte
- Caravino e Masino - uniti nel 1929, col comune poi ricostituito di Cossano Canavese, nel comune di Masino (ora Caravino)
- Cesnola - aggregato nel 1929 al comune di Settimo Vittone
- Drusacco - aggregato nel 1929 al comune di Vico Canavese
- Gauna - aggregato nel 1929 al comune di Alice Superiore
- Montestrutto - aggregato nel 1929 al comune di Settimo Vittone
- Muriaglio - aggregato nel 1929 al comune di Castellamonte
- Novareglia - aggregato nel 1929 al comune di Vico Canavese
- Valchiusella - aggregato nel 1929 al comune di Traversella
- Frassinere - aggregato nel 1936 al comune di Condove
- Mocchie - aggregato nel 1936 al comune di Condove
- Favria-Oglianico - soppresso nel 1946 per la ricostituzione dei comuni di Favria e Oglianico (uniti nel 1927)
- Palazzo Piverone - soppresso nel 1946 per la ricostituzione dei comuni di Palazzo Canavese e Piverone (uniti nel 1929)
- Strambino Romano - soppresso nel 1946 per la ricostituzione dei comuni di Mercenasco, Romano Canavese, Scarmagno e Strambino (uniti nel 1928)
- Pedanea - soppresso nel 1947 per la ricostituzione dei comuni di Colleretto Parella (ora Colleretto Giacosa), Loranzè, Parella Canavese, Quagliuzzo e Strambinello (uniti nel 1929)
- San Gillio Torinese - soppresso nel 1947 per la ricostituzione dei comuni di Givoletto, La Cassa e San Gillio (uniti nel 1928)
- Bairo Torre - soppresso nel 1955 per la ricostituzione dei comuni di Bairo Canavese e Torre di Bairo (ora Torre Canavese) (uniti nel 1928)
- Alice Superiore, Lugnacco e Pecco - fusi nel 2019 nel comune di Val di Chy
- Meugliano, Trausella e Vico Canavese - fusi nel 2019 nel comune di Valchiusa

### Provincia del Verbano-Cusio-Ossola
- Borgone d'Ossola (già Borgone) e Prequartera - uniti nel 1865 nel comune di Ceppo Morelli
- Cisore - aggregato nel 1865 al comune di Domodossola
- Calice Ossolano - aggregato nel 1867 al comune di Domodossola
- Montebuglio (già Buglio) - aggregato nel 1868 al comune di Casale Corte Cerro
- San Carlo d'Ossola (già San Carlo) - aggregato nel 1875 al comune di Vanzone (ora Vanzone con San Carlo)
- Arizzano - diviso nel 1911 tra Arizzano Inferiore e Arizzano Superiore
- Arizzano Inferiore - aggregato nel 1927 al comune di Intra
- Arizzano Superiore - unito nel 1927 ai comuni di Bee e Vignone, poi ricostituiti, nel comune di Arizzano
- Bognanco Dentro, Bognanco Fuori e Monte Ossolano - uniti nel 1927 nel comune di Bognanco
- Brisino - aggregato nel 1927 al comune di Stresa
- Cavaglio San Donnino (già Cavaglio) e Spoccia - uniti nel 1927 nel comune di Cavaglio-Spoccia
- Cavandone - aggregato nel 1927 al comune di Pallanza
- Chignolo Verbano (già Chignolo) - aggregato nel 1927 al comune di Stresa
- Cursolo e Orasso - uniti nel 1927 nel comune di Cursolo-Orasso
- Esio - aggregato nel 1927 al comune di Premeno
- Fornero, Forno, Luzzogno e Sambughetto - uniti nel 1927 nel comune di Valstrona[75]
- Suna - aggregato nel 1927 al comune di Pallanza
- Trobaso - aggregato nel 1927 al comune di Intra
- Zoverallo - aggregato nel 1927 al comune di Intra
- Agaro - aggregato nel 1928 al comune di Premia
- Agrano - aggregato nel 1928 al comune di Omegna
- Albogno - aggregato nel 1928 al comune di Druogno
- Antronapiana e Schieranco - uniti nel 1928 nel comune di Antrona Schieranco
- Anzino - aggregato nel 1928 al comune di Bannio (ora Bannio Anzino)
- Artò - aggregato nel 1928 al comune di Madonna del Sasso
- Beura e Cardezza - uniti nel 1928 nel comune di Beura-Cardezza
- Bieno, Rovegro e Santino - uniti nel 1928 nel comune di San Bernardino Verbano
- Boleto - aggregato nel 1928 al comune di Madonna del Sasso
- Brovello, Carpugnino, Graglia Piana (già Graglia) e Stropino - uniti nel 1928 nel comune di Brovello-Carpugnino
- Buttogno e Santa Maria Maggiore e Crana - uniti nel 1928, con i comuni poi ricostituiti di Craveggia e Toceno, nel comune di Santa Maria Maggiore
- Caddo - aggregato nel 1928 al comune di Crevola d'Ossola
- Cargiago - aggregato nel 1928 al comune di Ghiffa
- Castiglione d'Ossola (già Castiglione) - aggregato nel 1928 al comune di Calasca
- Cimamulera - aggregato nel 1928 al comune di Piedimulera
- Cireggio - aggregato nel 1928 al comune di Omegna
- Coimo - aggregato nel 1928 al comune di Druogno
- Crana Grattugno - aggregato nel 1928 al comune di Omegna
- Cravegna - aggregato nel 1928 al comune di Crodo
- Crusinallo - aggregato nel 1928 al comune di Omegna
- Cuzzago - aggregato nel 1928 al comune di Premosello
- Dissimo - aggregato nel 1928 al comune di Re
- Finero - aggregato nel 1928 al comune di Malesco
- Folsogno - aggregato nel 1928 al comune di Re
- Fomarco e Rumianca - uniti nel 1928 nel comune di Pieve Vergonte
- Magognino - aggregato nel 1928 al comune di Stresa Borromeo
- Migiandone - aggregato nel 1928 al comune di Ornavasso
- Mozzio - aggregato nel 1928 al comune di Crodo
- Nocco - aggregato nel 1928 al comune di Gignese
- Olgia - aggregato nel 1928 al comune di Re
- Preglia - aggregato nel 1928 al comune di Crevola d'Ossola
- Salecchio - aggregato nel 1928 al comune di Premia
- San Bartolomeo Valmara (già San Bartolomeo) - aggregato nel 1928 al comune di Cannobio
- Sant'Agata sopra Cannobio (gia Sant'Agata)- aggregato nel 1928 al comune di Cannobio
- Tappia - aggregato nel 1928 al comune di Villadossola
- Traffiume - aggregato nel 1928 al comune di Cannobio
- Vagna - aggregato nel 1928 al comune di Domodossola
- Vezzo - aggregato nel 1928 al comune di Gignese
- Viceno - aggregato nel 1928 al comune di Crodo
- Viggiona - aggregato nel 1928 al comune di Trarego
- Vocogno e Prestinone - aggregato nel 1928 al comune di Craveggia
- Zornasco - aggregato nel 1928 al comune di Malesco
- Campello Monti (già Campello) - aggregato nel 1929 al comune di Valstrona
- Unchio - aggregato nel 1929 al comune di Intra
- Intra e Pallanza - uniti nel 1939 nel comune di Verbania[76]
- Quarna - soppresso nel 1947 per la ricostituzione dei comuni di Quarna Sopra e Quarna Sotto (uniti nel 1928)
- Seppiana e Viganella - fusi nel 2016 nel comune di Borgomezzavalle
- Cavaglio-Spoccia, Cursolo-Orasso e Falmenta - fusi nel 2019 nel comune di Valle Cannobina

### Provincia di Vercelli
- Cascine di Stra - aggregato nel 1865 al comune di Vercelli
- Ferruta - aggregato nel 1866 al comune di Borgo Sesia
- Bornate - aggregato nel 1927 al comune di Serravalle Sesia
- Piane Sesia (Piane fino al 1863 e Piane di Serravalle Sesia fino al 1913) - aggregato nel 1927 al comune di Serravalle Sesia
- Vintebbio - aggregato nel 1927 al comune di Serravalle Sesia
- Agnona - aggregato nel 1928 al comune di Borgo Sesia
- Aranco - aggregato nel 1928 al comune di Borgosesia
- Doccio - aggregato nel 1928 al comune di Borgosesia (poi passato nel 1939 al comune di Quarona)
- Foresto Sesia (già Foresto) - aggregato nel 1928 al comune di Borgo Sesia
- Isolella - aggregato nel 1928 al comune di Borgo Sesia
- Camasco - aggregato nel 1929 al comune di Varallo Sesia
- Castelletto Villa - aggregato nel 1929 al comune di Roasio
- Cervarolo - aggregato nel 1929 al comune di Varallo Sesia
- Crevola Sesia (già Crevola) - aggregato nel 1929 al comune di Varallo Sesia
- Locarno Sesia - aggregato nel 1929 al comune di Varallo Sesia
- Morca - aggregato nel 1929 al comune di Varallo Sesia
- Morondo - aggregato nel 1929 al comune di Varallo Sesia
- Parone - aggregato nel 1929 al comune di Varallo Sesia
- Rocca Pietra (prima Rocca) - aggregato nel 1929 al comune di Varallo Sesia
- Valmaggia - aggregato nel 1929 al comune di Varallo Sesia
- Breia e Cellio - fusi nel 2018 nel comune di Cellio con Breia
- Rima San Giuseppe e Rimasco - fusi nel 2018 nel comune di Alto Sermenza
- Sabbia - incorporazione nel 2018 nel comune di Varallo Sesia
- Riva Valdobbia - incorporazione nel 2019 nel comune di Alagna Valsesia

## Puglia

### Provincia di Bari
- Canneto di Bari (già Canneto) - soppresso l'8 novembre 1927 per costituire il comune di Adelfia
- Carbonara di Bari (già Carbonara) - aggregato il 24 marzo 1928 al comune di Bari delle Puglie
- Ceglie del Campo (già Ceglie) - aggregato il 24 marzo 1928 al comune di Bari delle Puglie
- Loseto - aggregato il 2 aprile 1937 al comune di Bari
- Montrone - soppresso l'8 novembre 1927 per costituire il comune di Adelfia

### Provincia di Lecce
- Acquarica del Capo - soppresso il 15 maggio 2019 per costituire il comune di Presicce-Acquarica
- Presicce - soppresso il 15 maggio 2019 per costituire il comune di Presicce-Acquarica

## Sardegna

### Provincia di Cagliari
- Arixi - aggregato il 24 aprile 1927 al comune di Senorbì
- Domusnovas Canales - aggregato il 27 luglio 1927 al comune di Norbello
- Donigala Fenughedu (già Donigala) - aggregato l'8 novembre 1927 al comune di Oristano
- Donigala Siurgus (già Donigala) - soppresso il 15 settembre 1927 per costituire il comune di Siurgus Donigala
- Escovedu - aggregato il 9 ottobre 1927 al comune di Usellus
- Figu - aggregato il 31 maggio 1928 al comune di Baressa
- Gonnosnò - aggregato il 31 maggio 1928 al comune di Baressa
- Massama - aggregato l'8 novembre 1927 al comune di Oristano
- Mulargia - aggregato il 12 febbraio 1866 al comune di Bortigali
- Nuraxinieddu - aggregato l'8 novembre 1927 al comune di Oristano
- Pirri - aggregato il 14 giugno 1928 al comune di Cagliari
- Ruinas - aggregato il 14 giugno 1928 al comune di Mogorella Ruinas
- San Pantaleo - soppresso l'11 agosto 1905 per costituire il comune di Dolianova
- San Vero Congius - aggregato il 13 marzo 1928 al comune di Simaxis
- Serbariu - soppresso l'8 gennaio 1938 per costituire il comune di Carbonia
- Seuni - aggregato il 9 febbraio 1868 al comune di Selegas
- Siamanna - aggregato il 4 maggio 1928 al comune di Villaurbana
- Sicci San Biagio - soppresso l'11 agosto 1905 per costituire il comune di Dolianova
- Silì - aggregato l'8 novembre 1927 al comune di Oristano
- Sisini - aggregato il 27 agosto 1927 al comune di Senorbì
- Siurgus - soppresso il 15 settembre 1927 per costituire il comune di Siurgus Donigala
- Solanas - aggregato il 9 febbraio 1928 al comune di Cabras
- Villagreca - aggregato il 18 febbraio 1868 al comune di Nuraminis
- Zeppara - aggregato il 2 luglio 1927 al comune di Ales
- Zuri - aggregato il 27 luglio 1927 al comune di Ghilarza

### Provincia di Nuoro
- Irgoli di Galtelli - soppresso l'8 marzo 1946 per la ricostituzione dei comuni di Galtellì, Irgoli, Loculi e Onifai (uniti nel 1927)
- Tortolì - soppresso il 12 maggio 1928 per costituire il comune di Arbatax di Tortolì

### Provincia di Sassari
- Gorofai - aggregato il 1º luglio 1874 al comune di Bitti
- Rebeccu - aggregato il 1º agosto 1875 al comune di Bonorva
- Bantine - aggregato il 1º marzo 1876 al comune di Pattada
- Nuchis - diviso il 26 gennaio 1939 tra i comuni di Tempio Pausania e Terranova Pausania (ora Olbia) (la frazione capoluogo fu aggregata a Tempio Pausania)

## Sicilia

### Provincia di Catania
- Carcaci - aggregato il 1º marzo 1875 al comune di Centuripe
- San Giovanni di Galermo - aggregato il 18 marzo 1926 al comune di Catania
- Ionia (già Giarre Riposto) - soppresso il 25 ottobre 1945 per la ricostituzione dei comuni di Giarre e di Riposto (uniti nel 1939)[77]

### Provincia di Messina
- Spadafora San Pietro - aggregato il 1º gennaio 1880 al comune di Milazzo
- Salina - diviso il 23 gennaio 1909 tra i comuni di Leni, Malfa e Santa Marina Salina
- Santo Stefano di Briga - aggregato il 17 aprile 1928 al comune di Messina
- Guidomandri - aggregato il 25 settembre 1928 al comune di Scaletta Zanglea (ora Scaletta Zanclea)
- Locadi - aggregato il 30 dicembre 1928 al comune di Furci Siculo
- Bauso - soppresso il 2 giugno 1929 per costituire il comune di Villafranca Tirrena
- Calvaruso - soppresso il 2 giugno 1929 per costituire il comune di Villafranca Tirrena
- Spadafora San Martino - soppresso il 13 giugno 1929, con i comuni poi ricostituiti di Valdina e Venetico, per costituire il comune di Spadafora
- Lanza - diviso il 15 marzo 1947 per la ricostituzione dei comuni di Malvagna e Mojo Alcantara (uniti nel 1928)

### Provincia di Ragusa
- Ragusa Ibla - aggregato il 12 gennaio 1927 al comune di Ragusa[38]

### Provincia di Trapani
- Xitta - aggregato il 25 agosto 1868 al comune di Trapani

## Toscana

### Provincia di Arezzo
- Castiglione Ubertini - aggregato il 9 agosto 1868 al comune di Terranuova Bracciolini
- Raggiolo - aggregato il 1º ottobre 1873 al comune di Ortignano
- Pratovecchio Stia - soppresso il 27 settembre 1934 per costituire il comune di Pratovecchio e Stia
- Castelfranco di Sopra - soppresso il 1º gennaio 2014 per costituire il comune di Castelfranco Piandiscò
- Pian di Scò - soppresso il 1º gennaio 2014 per costituire il comune di Castelfranco Piandiscò
- Pratovecchio - soppresso il 1º gennaio 2014 per costituire il comune di Pratovecchio Stia
- Stia - soppresso il 1º gennaio 2014 per costituire il comune di Pratovecchio Stia
- Laterina - soppresso il 1º gennaio 2018 per costituire il comune di Laterina Pergine Valdarno
- Pergine Valdarno - soppresso il 1º gennaio 2018 per costituire il comune di Laterina Pergine Valdarno

### Provincia di Firenze
- Legnaia - diviso il 13 agosto 1865 tra i comuni di Casellina e Torri e Firenze (la frazione capoluogo fu aggregata a Firenze)
- Rovezzano - diviso il 13 agosto 1865 tra i comuni di Fiesole e Firenze (la frazione capoluogo fu aggregata a Fiesole)
- Pellegrino da Careggi (già Pellegrino) - diviso il 13 agosto 1865 tra i comuni di Fiesole, Firenze e Sesto Fiorentino (la frazione capoluogo fu aggregata a Fiesole)
- Montecalvoli - aggregato il 1º gennaio 1869 al comune di Santa Maria a Monte
- Porta al Borgo - aggregato il 1º marzo 1878 al comune di Pistoia
- Porta Carratica - aggregato il 1º marzo 1878 al comune di Pistoia
- Porta Lucchese - aggregato il 1º marzo 1877 al comune di Pistoia
- Porta San Marco - aggregato il 1º marzo 1877 al comune di Pistoia
- Brozzi - diviso il 16 dicembre 1928 tra i comuni di Campi Bisenzio, Firenze, Sesto Fiorentino e Signa (la frazione capoluogo fu aggregata a Firenze)
- Galluzzo - diviso il 16 dicembre 1928 tra i comuni di Bagno a Ripoli, Casellina e Torri e Firenze, in parte per costituire il nuovo comune di Impruneta (la frazione capoluogo fu aggregata a Firenze)
- Figline Valdarno - soppresso il 1º gennaio 2014 per costituire il comune di Figline e Incisa Valdarno
- Incisa in Val d'Arno - soppresso il 1º gennaio 2014 per costituire il comune di Figline e Incisa Valdarno
- San Piero a Sieve - soppresso il 1º gennaio 2014 per costituire il comune di Scarperia e San Piero
- Scarperia - soppresso il 1º gennaio 2014 per costituire il comune di Scarperia e San Piero
- Barberino Val d'Elsa - soppresso il 1º gennaio 2019 per costituire il comune di Barberino Tavarnelle
- Tavarnelle Val di Pesa - soppresso il 1º gennaio 2019 per costituire il comune di Barberino Tavarnelle

### Provincia di Livorno
- Rio Marina - soppresso il 1º gennaio 2018 per costituire il comune di Rio
- Rio nell'Elba - soppresso il 1º gennaio 2018 per costituire il comune di Rio

### Provincia di Lucca
- Fabbriche di Vallico - soppresso il 1º gennaio 2014 per costituire il comune di Fabbriche di Vergemoli
- Vergemoli - soppresso il 1º gennaio 2014 per costituire il comune di Fabbriche di Vergemoli
- Giuncugnano - soppresso il 1º gennaio 2015 per costituire il comune di Sillano Giuncugnano
- Sillano - soppresso il 1º gennaio 2015 per costituire il comune di Sillano Giuncugnano

### Provincia di Massa e Carrara
- Terrarossa - diviso il 1º aprile 1869 tra i comuni di Licciana e Tresana (la frazione capoluogo fu aggregata a Licciana)
- Albiano di Magra (già Albiano) - diviso il 1º novembre 1870 tra i comuni di Aulla e Podenzana (la frazione capoluogo fu aggregata a Podenzana)
- Apuania - diviso il 4 marzo 1946 per la ricostituzione dei comuni di Carrara, Massa e Montignoso

### Provincia di Pisa
- Santa Luce Orciano - diviso il 21 luglio 1957 per la ricostituzione del comune di Orciano Pisano e Santa Luce (uniti nel 1927)
- Casciana Terme - soppresso il 1º gennaio 2014 per costituire il comune di Casciana Terme Lari
- Crespina - soppresso il 1º gennaio 2014 per costituire il comune di Crespina Lorenzana
- Lari - soppresso il 1º gennaio 2014 per costituire il comune di Casciana Terme Lari
- Lorenzana - soppresso il 1º gennaio 2014 per costituire il comune di Crespina Lorenzana

### Provincia di Pistoia
- Vellano - aggregato il 14 febbraio 1929 al comune di Pescia
- Montecatini Val di Nievole - aggregato l'8 ottobre 1940 al comune di Montecatini Terme
- Abetone - soppresso il 1º gennaio 2017 per costituire il comune di Abetone Cutigliano
- Cutigliano - soppresso il 1º gennaio 2017 per costituire il comune di Abetone Cutigliano
- Piteglio - soppresso il 1º gennaio 2017 per costituire il comune di San Marcello Piteglio
- San Marcello Pistoiese - soppresso il 1º gennaio 2017 per costituire il comune di San Marcello Piteglio

### Provincia di Siena
- Masse di Città - soppresso il 1º maggio 1869 per costituire il comune di Masse di Siena
- Masse di San Martino - soppresso il 1º maggio 1869 per costituire il comune di Masse di Siena
- Masse di Siena - aggregato il 1º giugno 1904 al comune di Siena
- Montalcino - soppresso il 1º luglio 2017 per costituire il comune di Montalcino
- San Giovanni d'Asso - soppresso il 1º luglio 2017 per costituire il comune di Montalcino

## Trentino-Alto Adige

### Provincia autonoma di Bolzano
- Maia Alta - aggregato nel 1923 al comune di Merano
- Maia Bassa - aggregato nel 1923 al comune di Merano
- Quarazze (già Curaces fino al 1923) - aggregato nel 1923 al comune di Merano
- Colfosco - aggregato nel 1925 al comune di Ladinia (ora Corvara in Badia)
- Gries (già Gries di Bolzano fino al 1923) - aggregato nel 1925 a Bolzano
- Cauria - aggregato nel 1926 al comune di Salorno
- San Lugano - aggregato nel 1926 al comune di Trodena (ora Trodena nel parco naturale)
- Burgusio, Clusio, Laudes, Malles, Mazia, Planol, Slingia e Tarces - uniti nel 1927 nel comune di Malles Venosta
- Acereto - aggregato nel 1928 al comune di Campo Tures
- Albes - aggregato nel 1928 al comune di Bressanone
- Anterselva, Rasun di Sopra e Rasun di Sotto - uniti nel 1928, con il comune poi ricostituito di Valdaora, nel comune di Rasun Valdaora
- Caminata in Tures - aggregato nel 1928 al comune di Campo Tures
- Castelbello, Ciardes, Colsano, Lacinigo (già Lacigno fino al 1923) e Montefontana - uniti nel 1928 nel comune di Castelbello-Ciardes
- Coldrano (già Colderano fino al 1923) - aggregato nel 1928 al comune di Laces
- Corvara in Passiria - aggregato nel 1928 al comune di Moso (ora Moso in Passiria)
- Corzes - aggregato nel 1928 al comune di Silandro
- Covelano (Cavolano fino al 1923) - aggregato nel 1928 al comune di Silandro
- Curon (già Corona alla Muta fino al 1923), Resia, San Valentino alla Muta e Vallelunga - uniti nel 1928 nel comune di Curon Venosta
- Elle - aggregato nel 1928 al comune di San Lorenzo in Pusteria (ora San Lorenzo di Sebato)
- Eores - aggregato nel 1928 al comune di Sant'Andrea in Monte
- Favogna di Sotto e Magrè - uniti nel 1928, con il comune poi ricostituito di Cortina all'Adige nel comune di Magrè all'Adige (ora Magrè sulla Strada del Vino)
- Fleres - aggregato nel 1928 al comune di Colle Isarco (ora Brennero)
- Grimaldo - aggregato nel 1928 al comune di Falzes
- Issengo (già Cissico fino al 1923) - aggregato nel 1928 al comune di Falzes
- Lappago - aggregato nel 1928 al comune di Selva dei Molini
- Longiarù - aggregato nel 1928 al comune di San Martino in Badia
- Mantana - aggregato nel 1928 al comune di San Lorenzo in Pusteria (ora San Lorenzo di Sebato)
- Mareta - aggregato nel 1928 al comune di Racines
- Millan-Sarnes - aggregato nel 1928 al comune di Bressanone.
- Molini di Tures - aggregato nel 1928 al comune di Campo Tures
- Montassilone - aggregato nel 1928 al comune di Gais
- Monte di Mezzodì - aggregato nel 1928 al comune di Silandro
- Monte di Tramontana - aggregato nel 1928 al comune di Silandro
- Monte San Candido - aggregato nel 1928 al comune di San Candido
- Monteponente - aggregato nel 1928 al comune di Bressanone
- Morter - aggregato nel 1928 al comune di Laces
- Mules - aggregato nel 1928 al comune di Campo di Trens
- Naz (già Noci fino al 1923) - aggregato nel 1928 ai comune di Naz-Sciaves e Bressanone (la frazione Elvas)
- Onies - aggregato nel 1928 al comune di San Lorenzo in Pusteria (ora San Lorenzo di Sebato)
- Plata - aggregato nel 1928 al comune di Moso (ora Moso in Passiria)
- Prato alla Drava - aggregato nel 1928 al comune di San Candido
- Rina - aggregato nel 1928 al comune di Marebbe
- Riomolino - aggregato nel 1928 al comune di Gais
- Riscone - aggregato nel 1928 al comune di Brunico
- Riva di Tures - aggregato nel 1928 al comune di Campo Tures
- San Giorgio (già San Giorgio in Val Tures fino al 1923) - aggregato nel 1928 al comune di Brunico
- San Leonardo (già San Leonardo in Passiria) - unito nel 1928, con il comune poi ricostituito di San Martino (ora San Martino in Passiria), nel comune di San Leonardo in Passiria
- San Martino al Monte - aggregato nel 1928 al comune di Laces
- San Valentino al Brennero - aggregato nel 1928 al comune di Colle Isarco (ora Brennero)
- Sciaves - aggregato nel 1928 al comune di Naz-Sciaves
- Stava - aggregato nel 1928 al comune di Naturno
- Stilves e Trens - uniti nel 1928 nel comune di Campo di Trens
- Tablà - aggregato nel 1928 al comune di Naturno
- Tarres - aggregato nel 1928 al comune di Laces
- Teodone - aggregato nel 1928 al comune di Brunico
- Valas - aggregato nel 1928 al comune di San Genesio Atesino
- Valle San Silvestro - aggregato nel 1928 al comune di Dobbiaco
- Vanga - aggregato nel 1928 al comune di Renon
- Versciaco - aggregato nel 1928 al comune di San Candido
- Vezzano - aggregato nel 1928 al comune di Silandro
- Villa Santa Caterina - aggregato nel 1928 al comune di Brunico
- Alliz - aggregato nel 1929 al comune di Lasa
- Casteldarne (già Castello di Pusteria), aggregato nel 1929 al comune di Chienes
- Cengles - aggregato nel 1929 al comune di Lasa
- Colle in Casies, San Martino in Casies e Santa Maddalena in Casies - uniti nel 1929 nel comune di Valle di Casies
- Colli in Pusteria - aggregato nel 1929 al comune di Terento
- Corti in Pusteria (già Corte in Pusteria fino al 1923) - aggregato nel 1929 al comune di Chienes
- Foiana - aggregato nel 1929 al comune di Lana
- Fundres (già Fundoles fino al 1923), Vandoies di Sotto, Vandoies di Sopra e Vallarga - uniti nel 1929 nel comune di Vandoies
- Gudon - aggregato nel 1929 al comune di Chiusa
- Lazfons - aggregato nel 1929 al comune di Chiusa
- Lutago, Predoi, San Giovanni, San Pietro, San Giacomo - uniti nel 1929 nel comune di Valle Aurina
- Maranza (già Maranza di Pusteria fino al 1923) - aggregato nel 1929 al comune di Rio di Pusteria
- Monghezzo di Fuori - aggregato nel 1929 al comune di Chienes
- Novacella - aggregato nel 1929 al comune di Varna
- Oris - aggregato nel 1929 al comune di Lasa
- Prato di Venosta e Montechiaro - uniti nel 1929, con il comune poi ricostituito di Stelvio, nel comune di Prato allo Stelvio
- Ridanna - aggregato nel 1929 al comune di Racines
- San Sigismondo - aggregato nel 1929 al comune di Chienes
- Scaleres - aggregato nel 1929 al comune di Varna
- Spinga - aggregato nel 1929 al comune di Rio di Pusteria
- Tanas - aggregato nel 1929 al comune di Lasa
- Telves - aggregato nel 1929 al comune di Racines
- Tesido - aggregato nel 1929 al comune di Monguelfo-Tesido
- Tiso - aggregato nel 1929 al comune di Funes
- Valgiovo - aggregato nel 1929 al comune di Racines
- Valles - aggregato nel 1929 al comune di Rio di Pusteria
- Ceves (già Zedes fino al 1923) - aggregato nel 1931 al comune di Vipiteno
- Prati e Vizze - uniti nel 1931 nel comune di Val di Vizze
- Tunes - aggregato nel 1931 al comune di Vipiteno
- Sant'Andrea in Monte - aggregato nel 1941 al comune di Bressanone
- Rasun Valdaora - soppresso nel 1955 per la costituzione del comune di Rasun Anterselva e la ricostituzione del comune di Valdaora
- San Felice e Senale - uniti nel 1974 nel comune di Senale-San Felice; entrambi erano stati aggregati al comune di Fondo (TN) tra il 1928 e il 1947

### Provincia autonoma di Trento
- Chienis - aggregato nel 1923 al comune di Pannone (ora Ronzo-Chienis)[78]
- Manzano - aggregato nel 1923 al comune di Pannone (ora Ronzo-Chienis)[78]
- Nomesino - aggregato nel 1923 al comune di Pannone (ora Ronzo-Chienis)[78]
- Ronzo - aggregato nel 1923 al comune di Pannone (ora Ronzo-Chienis)[78]
- Valle San Felice - aggregato nel 1923 al comune di Mori
- Pregasina - aggregato nel 1925 a Biacesa
- Rover Carbonare - aggregato nel 1925 al comune di Capriana
- Stramentizzo - aggregato nel 1925 al comune di Castello-Molina di Fiemme
- Cadine - aggregato nel 1926 al comune di Trento
- Cognola - aggregato nel 1926 al comune di Trento
- Gardolo dal Piano - aggregato nel 1926 al comune di Trento
- Mattarello - aggregato nel 1926 al comune di Trento
- Meano - aggregato nel 1926 al comune di Trento
- Pera - aggregato nel 1926 al comune di Pozza di Fassa
- Povo - aggregato nel 1926 al comune di Trento
- Ravina - aggregato nel 1926 al comune di Trento
- Romagnano - aggregato nel 1926 al comune di Trento
- Sardagna - aggregato nel 1926 al comune di Trento
- Sopramonte - aggregato nel 1926 al comune di Trento
- Villazzano - aggregato nel 1926 al comune di Trento
- Andogno - aggregato nel 1927 al comune di San Lorenzo in Banale
- Lizzana - aggregato nel 1927 al comune di Rovereto
- Marco - aggregato nel 1927 al comune di Rovereto
- Noriglio - aggregato nel 1927 al comune di Rovereto
- Tavodo - aggregato nel 1927 al comune di San Lorenzo in Banale
- Agrone - aggregato nel 1928 al comune di Pieve di Bono
- Almazzago - aggregato nel 1928 al comune di Commezzadura
- Arnago - aggregato nel 1928 al comune di Malé
- Banco - aggregato nel 1928 al comune di Sanzeno; ricostituito nel 1952, e riaggregato nel 1968 al comune di Sanzeno
- Baselga del Bondone (già Baselga), aggregato nel 1928 al comune di Terlago; ricostituito nel 1947, e nuovamente aggregato nel 1968 al comune di Trento
- Biacesa - aggregato nel 1928 al comune di Molina di Ledro
- Bolentina - aggregato nel 1928 al comune di Dimaro
- Borghetto - aggregato nel 1928 al comune di Avio
- Borzago - aggregato nel 1928 al comune di Spiazzo
- Bozzana - aggregato nel 1928 al comune di Caldes
- Campo - aggregato nel 1928 al comune di Lomaso
- Canezza - aggregato nel 1928 al comune di Pergine Valsugana
- Carciato - aggregato nel 1928 al comune di Dimaro
- Casez - aggregato nel 1928 al comune di Sanzeno; ricostituito nel 1952, e riaggregato nel 1968 al comune di Sanzeno
- Castagné - aggregato nel 1928 al comune di Pergine Valsugana
- Castello - aggregato nel 1928 al comune di Ossana
- Celentino - aggregato nel 1928 al comune di Peio
- Celledizzo - aggregato nel 1928 al comune di Peio
- Chizzola - aggregato nel 1928 al comune di Ala
- Ciago - aggregato nel 1928 al comune di Vezzano
- Cogolo - aggregato nel 1928 al comune di Peio
- Cologna in Giudicarie - aggregato nel 1928 al comune di Pieve di Bono
- Comano - aggregato nel 1928 al comune di Lomaso
- Comasine - aggregato nel 1928 al comune di Peio
- Costasavina - aggregato nel 1928 al comune di Pergine Valsugana
- Covelo - aggregato nel 1928 al comune di Terlago
- Creto - aggregato nel 1928 al comune di Pieve di Bono
- Dardine - aggregato nel 1928 al comune di Taio
- Darzo - aggregato nel 1928 al comune di Storo
- Deggiano - aggregato nel 1928 al comune di Commezzadura
- Dercolo - aggregato nel 1928 al comune di Denno
- Dermulo - aggregato nel 1928 al comune di Taio
- Enguiso - aggregato nel 1928 al comune di Bezzecca
- Falesina - aggregato nel 1928 al comune di Pergine Valsugana
- Fisto - aggregato nel 1928 al comune di Spiazzo
- Forno - aggregato nel 1928 al comune di Moena
- Fraveggio - aggregato nel 1928 al comune di Vezzano
- Grumo - aggregato nel 1928 al comune di San Michele all'Adige
- Iavré - aggregato nel 1928 al comune di Villa Rendena
- Legos - aggregato nel 1928 al comune di Molina di Ledro
- Lenzima - aggregato nel 1928 al comune di Isera
- Lenzumo - aggregato nel 1928 al comune di Bezzecca
- Locca - aggregato nel 1928 al comune di Bezzecca
- Lodrone - aggregato nel 1928 al comune di Storo
- Lon - aggregato nel 1928 al comune di Vezzano
- Lover - aggregato nel 1928 al comune di Denno
- Lundo - aggregato nel 1928 al comune di Lomaso
- Madrano - aggregato nel 1928 al comune di Pergine Valsugana
- Magras - aggregato nel 1928 al comune di Malé
- Malgolo - aggregato nel 1928 al comune di Romeno
- Marano - aggregato nel 1928 al comune di Isera
- Margone - aggregato nel 1928 al comune di Vezzano
- Masi di Vigo - aggregato nel 1928 al comune di Ton
- Mastellina - aggregato nel 1928 al comune di Commezzadura
- Mechel - aggregato nel 1928 al comune di Cles
- Mestriago - aggregato nel 1928 al comune di Commezzadura
- Mezzolago - aggregato nel 1928 al comune di Molina di Ledro
- Miola - aggregato nel 1928 al comune di Baselga di Piné
- Mollaro - aggregato nel 1928 al comune di Taio
- Montes - aggregato nel 1928 al comune di Dimaro
- Mortaso - aggregato nel 1928 al comune di Spiazzo
- Nogarè - aggregato nel 1928 al comune di Pergine Valsugana
- Oltresarca - aggregato nel 1928 al comune di Arco
- Patone - aggregato nel 1928 al comune di Isera
- Piano - aggregato nel 1928 al comune di Commezzadura
- Pilcante - aggregato nel 1928 al comune di Ala
- Por - aggregato nel 1928 al comune di Pieve di Bono
- Prè - aggregato nel 1928 al comune di Molina di Ledro
- Preghena - aggregato nel 1928 al comune di Livo
- Premione - aggregato nel 1928 al comune di Stenico
- Presson - aggregato nel 1928 al comune di Dimaro
- Priò - aggregato nel 1928 al comune di Tres
- Quetta - aggregato nel 1928 al comune di Denno
- Ranzo - aggregato nel 1928 al comune di Vezzano
- Reviano Folas - aggregato nel 1928 al comune di Isera
- Romarzolo - aggregato nel 1928 al comune di Arco
- Roncogno - aggregato nel 1928 al comune di Pergine Valsugana
- Sacco - aggregato nel 1920 al comune di Rovereto
- Samoclevo - aggregato nel 1928 al comune di Caldes
- San Giacomo - aggregato nel 1928 al comune di Caldes
- Santa Margherita - aggregato nel 1928 al comune di Ala
- Saone - aggregato nel 1928 al comune di Tione di Trento
- Sclemo - aggregato nel 1928 al comune di Stenico
- Seio - aggregato nel 1928 al comune di Cavareno
- Seo - aggregato nel 1928 al comune di Stenico
- Serravalle all'Adige - aggregato nel 1928 al comune di Ala
- Serso - aggregato nel 1928 al comune di Pergine Valsugana
- Sevignano - aggregato nel 1928 al comune di Segonzano
- Strada - aggregato nel 1928 al comune di Pieve di Bono
- Stumiaga - aggregato nel 1928 al comune di Lomaso
- Susà - aggregato nel 1928 al comune di Pergine Valsugana
- Tavon - aggregato nel 1928 al comune di Coredo
- Termenago - aggregato nel 1928 al comune di Ossana
- Termon - aggregato nel 1928 al comune di Denno
- Torra - aggregato nel 1928 al comune di Taio
- Toss - aggregato nel 1928 al comune di Ton
- Tuenetto - aggregato nel 1928 al comune di Taio
- Vasio - aggregato nel 1928 al comune di Fondo
- Verdesina - aggregato nel 1928 al comune di Villa Rendena
- Viarago - aggregato nel 1928 al comune di Pergine Valsugana
- Vigalzano - aggregato nel 1928 al comune di Pergine Valsugana
- Vignola - aggregato nel 1928 al comune di Pergine Valsugana
- Vigo d'Anaunia - aggregato nel 1928 al comune di Ton
- Vigolo Baselga - aggregato nel 1928 al comune di Terlago; ricostituito nel 1947, e aggregato nel 1968 al comune di Trento
- Villa Banale - aggregato nel 1928 al comune di Stenico
- Vion - aggregato nel 1928 al comune di Tres
- Castellano - aggregato nel 1929 al comune di Villa Lagarina
- Cologna-Gavazzo - aggregato nel 1929 al comune di Tenno
- Ischia - aggregato nel 1929 al comune di Pergine Valsugana
- Noarna - aggregato nel 1929 al comune di Villa Lagarina
- Pedersano - aggregato nel 1929 al comune di Villa Lagarina
- Pranzo - aggregato nel 1929 al comune di Tenno
- Sasso - aggregato nel 1929 al comune di Villa Lagarina
- Segno - aggregato nel 1929 al comune di Taio
- Ville del Monte - aggregato nel 1929 al comune di Tenno
- Beseno - soppresso nel 1947 per la ricostituzione dei comuni di Besenello e Calliano (uniti nel 1929)
- Bleggio - soppresso nel 1947 per ricostituzione dei comuni di Bleggio Inferiore e Bleggio Superiore (uniti nel 1928)
- Bondo Breguzzo (già Arnò) - soppresso nel 1947 per la ricostituzione dei comuni di Bondo e Breguzzo (uniti nel 1928)
- Mezzano Imer - soppresso nel 1947 per la ricostituzione dei comuni di Imer e Mezzano (uniti nel 1927)
- Primiero - soppresso nel 1947 per la ricostituzione dei comuni di Fiera di Primiero, Sagron Mis, Siror, Tonadico e Transacqua (uniti nel 1927)
- Tiarno - soppresso nel 1947 per ricostituzione dei comuni di Tiarno di Sopra e Tiarno di Sotto (uniti nel 1928)
- Madruzzo - soppresso nel 1953 per ricostituzione dei comuni di Calavino e Lasino (uniti nel 1928)
- Bleggio Inferiore e Lomaso - fusi nel 2010 nel comune di Comano Terme
- Bezzecca, Concei, Molina di Ledro, Pieve di Ledro, Tiarno di Sopra e Tiarno di Sotto - fusi nel 2010 nel comune di Ledro
- Coredo, Smarano, Taio, Tres e Vervò - fusi nel 2015 nel comune di Predaia
- Dorsino e San Lorenzo in Banale - fusi nel 2015 nel comune di San Lorenzo Dorsino
- Bersone, Daone e Praso - fusi nel 2015 nel comune di Valdaone
- Faver, Grauno, Grumes e Valda - fusi nel 2016 nel comune di Altavalle
- Bosentino, Centa San Nicolò, Vattaro e Vigolo Vattaro - fusi nel 2016 nel comune di Altopiano della Vigolana
- Amblar e Don - fusi nel 2016 nel comune di Amblar-Don
- Brione, Cimego e Condino - fusi nel 2016 nel comune di Borgo Chiese
- Bolbeno e Zuclo - fusi nel 2016 nel comune di Borgo Lares
- Spera, Strigno e Villa Agnedo - fusi nel 2016 nel comune di Castel Ivano
- Ivano-Fracena - incorporato nel 2016 nel comune di Castel Ivano
- Cembra e Lisignago - fusi nel 2016 nel comune di Cembra Lisignago
- Cunevo, Flavon e Terres - fusi nel 2016 nel comune di Contà
- Dimaro e Monclassico - fusi nel 2016 nel comune di Dimaro Folgarida
- Calavino e Lasino - fusi nel 2016 nel comune di Madruzzo
- Pieve di Bono e Prezzo - fusi nel 2016 nel comune di Pieve di Bono-Prezzo
- Darè, Villa Rendena e Vigo Rendena - fusi nel 2016 nel comune di Porte di Rendena
- Fiera di Primiero, Siror, Tonadico e Transacqua - fusi nel 2016 nel comune di Primiero San Martino di Castrozza
- Bondo, Breguzzo, Lardaro e Roncone - fusi nel 2016 nel comune di Sella Giudicarie
- Montagne, Preore e Ragoli - fusi nel 2016 nel comune di Tre Ville
- Padergnone, Terlago e Vezzano - fusi nel 2016 nel comune di Vallelaghi
- Nanno, Tassullo e Tuenno - fusi nel 2016 nel comune di Ville d'Anaunia
- Pozza di Fassa e Vigo di Fassa - fusi nel 2018 nel comune di Sen Jan di Fassa (ora San Giovanni di Fassa)
- Nave San Rocco e Zambana - fusi nel 2019 nel comune di Terre d'Adige
- Castelfondo, Fondo e Malosco - fusi nel 2020 nel comune di Borgo d'Anaunia
- Brez, Cagnò, Cloz, Revò e Romallo - fusi nel 2020 nel comune di Novella
- Faedo - incorporato nel 2020 nel comune di San Michele all'Adige
- Carano, Daiano e Varena - fusi nel 2020 nel comune di Ville di Fiemme

## Umbria

### Provincia di Perugia
- Carnaiola - aggregato il 1º luglio 1869 al comune di Fabro
- Collemancio - aggregato il 1º luglio 1869 al comune di Cannara
- Montegiove - aggregato il 1º gennaio 1870 al comune di Montegabbione
- Castel San Benedetto Reatino (già San Benedetto) - aggregato il 1º ottobre 1873 al comune di Rieti
- San Giovanni Reatino - aggregato il 1º maggio 1875 al comune di Rieti
- Sant'Elia Reatino (già Sant'Elia) - aggregato il 1º maggio 1875 al comune di Rieti
- Castel di Lago - aggregato il 1º giugno 1875 al comune di Arrone
- Ceselli - aggregato il 1º agosto 1875 al comune di Scheggino
- Castel San Giovanni di Spoleto (già Castel San Giovanni) - aggregato il 1º settembre 1875 al comune di Castel Ritaldi e San Giovanni (ora Castel Ritaldi)
- Capitone - aggregato il 1º novembre 1875 al comune di Narni
- Cerchiara in Sabina (già Cerchiara) - aggregato il 1º novembre 1875 al comune di Poggio Fidoni
- Portaria - aggregato il 1º novembre 1875 al comune di Cesi
- Posticciola - aggregato il 1º maggio 1876 al comune di Rocca Sinibalda
- Rocchette - aggregato il 1º maggio 1876 al comune di Torri in Sabina
- Porchiano del Monte - aggregato il 1º settembre 1876 al comune di Amelia
- Monte Santa Maria in Sabina (già Monte Santa Maria) - aggregato il 1º novembre 1876 al comune di Toffia
- Oliveto in Sabina (già Oliveto) - aggregato il 1º dicembre 1876 al comune di Torricella in Sabina
- Pascelupo - aggregato il 1º gennaio 1879 al comune di Scheggia (ora Scheggia e Pascelupo)
- Monterubiaglio - aggregato il 1º gennaio 1880 al comune di Castel Viscardo
- Montesanto Vigi (già Montesanto) - aggregato il 1º gennaio 1880 al comune di Sellano
- Castel San Felice - aggregato il 1º maggio 1880 al comune di Sant'Anatolia di Narco
- Collebaccaro - aggregato il 1º giugno 1880 al comune di Contigliano
- Bocchignano - aggregato il 1º luglio 1880 al comune di Montopoli di Sabina
- Piedipaterno sul Nera (già Meggiano) - aggregato il 1º luglio 1881 al comune di Vallo di Nera

### Provincia di Terni
- Cesi - aggregato il 12 gennaio 1927 al comune di Terni[38]
- Collescipoli - aggregato il 12 gennaio 1927 al comune di Terni[38]
- Collestatte - aggregato il 12 gennaio 1927 al comune di Terni[38]
- Papigno - aggregato il 12 gennaio 1927 al comune di Terni[38]
- Piediluco - aggregato il 12 gennaio 1927 al comune di Terni[38]
- Torre Orsina - aggregato il 12 gennaio 1927 al comune di Terni[38]
- San Vito in Monte - aggregato il 27 aprile 1929 al comune di San Venanzo

## Valle d'Aosta
- Challant - soppresso nel 1946 per la ricostituzione dei comuni di Challand-Saint-Anselme e Challand-Saint-Victor (uniti nel 1928)
- Gressoney - soppresso nel 1946 per la ricostituzione dei comuni di Gressoney-La-Trinité e Gressoney-Saint-Jean (uniti nel 1928)
- Rhêmes - soppresso nel 1946 per la ricostituzione dei comuni di Introd (parte), Rhêmes-Notre-Dame e Rhêmes-Saint-Georges (uniti nel 1928)
- Valdigna d'Aosta - soppresso nel 1935 per la ricostituzione dei comuni di La Salle e Morgex (uniti nel 1929)

## Veneto

### Provincia di Belluno
- Quero e Vas - fusi nel 2013 nel comune di Quero Vas
- Longarone e Castellavazzo - fusi nel 2014 nel comune di Longarone
- Farra d'Alpago, Pieve d'Alpago e Puos d'Alpago - fusi nel 2016 nel comune di Alpago
- Forno di Zoldo e Zoldo Alto - fusi nel 2016 nel comune di Val di Zoldo
- Lentiai, Mel e Trichiana - fusi nel 2019 nel comune di Borgo Valbelluna
- Alano di Piave e Quero Vas - fusi nel 2024 nel comune di Setteville.

### Provincia di Padova
- Carrara San Giorgio e Carrara Santo Stefano - fusi nel 1995 nel comune di Due Carrare
- Megliadino San Fidenzio, Saletto e Santa Margherita d'Adige - fusi nel 2018 nel comune di Borgo Veneto
- San Michele delle Badesse - aggregato nel 1869 al comune di Borgoricco
- Carceri e Vighizzolo d'Este - fusi nel 2024 nel comune di Santa Caterina d'Este

### Provincia di Rovigo
- Saguedo - aggregato nel 1868 al comune di Lendinara
- Boara Polesine (già Boara) - aggregato nel 1927 al comune di Rovigo
- Borsea - aggregato nel 1927 al comune di Rovigo
- Buso Sarzano (già Buso) - aggregato nel 1927 al comune di Rovigo
- Concadirame - aggregato nel 1927 al comune di Rovigo
- Grignano di Polesine (già Grignano) - aggregato nel 1927 al comune di Rovigo
- Ramodipalo - aggregato nel 1927 al comune di Lendinara
- Sant'Apollinare con Selva (già Sant'Apollinare) - aggregato nel 1927 al comune di Rovigo
- Bellombra - aggregato nel 1928 ai comuni di Adria e Papozze (la frazione capoluogo fu aggregata ad Adria)
- Bottrighe - aggregato nel 1928 al comune di Adria
- Ca' Emo (già Fasana di Polesine) - aggregato nel 1928 ai comuni di Adria e Villadose (la frazione capoluogo fu aggregata ad Adria)
- Contarina e Donada - uniti nel 1928, con parte dei comuni di Loreo e Porto Tolle, nel comune di Taglio di Porto Viro, poi Porto Viro; ricostituiti nel 1937, e uniti nuovamente nel 1995 nel comune di Porto Viro
- Crocetta - aggregato nel 1928 ai comuni di Badia Polesine e Trecenta (la frazione capoluogo fu aggregata a Badia Polesine)
- Massa Superiore - aggregato nel 1928 al comune di Castelnovo Bariano; poi ricostituito come Castelmassa
- Salvaterra - aggregato nel 1928 al comune di Badia Polesine
- Villa d'Adige (già Villabona) - aggregato nel 1928 al comune di Badia Polesine

### Provincia di Treviso
- Ceneda e Serravalle - uniti nel 1867 nel comune di Vittorio, ora Vittorio Veneto
- Canizzano aggregato nel 1867 al comune di Treviso
- Revine e San Giorgio di Lago (già Lago) - uniti nel 1868 nel comune di Revine Lago
- Sant'Andrea di Cavasagra (già Albaredo) - aggregato nel 1871 al comune di Vedelago
- Spercenigo - aggregato nel 1877 ai comuni di San Biagio di Callalta (frazioni Spercenigo, Nerbon e San Florian) e Roncade (frazione Biancade)
- Caerano San Marco - aggregato nel 1928 al comune di Montebelluna; ricostituito nel 1946
- Castelcucco - aggregato nel 1928 al comune di Asolo; ricostituito nel 1946
- Monfumo - aggregato nel 1928 al comune di Asolo; ricostituito nel 1946
- Refrontolo - aggregato nel 1928 al comune di Pieve di Soligo; ricostituito nel 1946, ma senza la frazione Barbisano
- Piavon - aggregato nel 1929 al comune di Oderzo
- San Pietro di Barbozza - aggregato nel 1929 al comune di Valdobbiadene
- Crespano del Grappa e Paderno del Grappa - fusi nel 2019 nel nuovo comune di Pieve del Grappa

### Provincia di Venezia
- Gambarare - aggregato nel 1867 al comune di Mira
- Oriago - aggregato nel 1867 al comune di Mira
- Malamocco - aggregato nel 1883 al comune di Venezia
- Burano - aggregato nel 1923 al comune di Venezia
- Murano - aggregato nel 1923 al comune di Venezia
- Pellestrina - aggregato nel 1923 al comune di Venezia
- Chirignago - aggregato nel 1926 al comune di Venezia
- Favaro Veneto (già Favaro) - aggregato nel 1926 al comune di Venezia
- Mestre - aggregato nel 1926 al comune di Venezia (nel 1917 era già stata distaccata dal comune di Mestre e aggregata a quello di Venezia la frazione di Bottenigo, poi Marghera)
- Zelarino - aggregato nel 1926 al comune di Venezia

### Provincia di Verona
- Avesa - aggregato nel 1927 al comune di Verona
- Ca' di David - aggregato nel 1927 al comune di Verona
- Marcellise - aggregato nel 1927 al comune di San Martino Buon Albergo
- Montorio Veronese (già Montorio) - aggregato nel 1927 al comune di Verona
- Parona di Valpolicella (già Parona e poi Parona all'Adige) - aggregato nel 1927 al comune di Verona
- Quinto di Valpantena (già Quinto) - aggregato nel 1927 al comune di Verona
- Quinzano Veronese (già Quinzano) - aggregato nel 1927 al comune di Verona
- San Massimo all'Adige (già San Massimo) - aggregato nel 1927 al comune di Verona
- San Michele Extra (già San Michele) - aggregato nel 1927 al comune di Verona
- Santa Maria in Stelle - aggregato nel 1927 al comune di Verona
- Belluno Veronese e Brentino - uniti nel 1928 nel comune di Brentino Belluno
- Bevilacqua Boschi - soppresso nel 1947 per la ricostituzione dei comuni di Bevilacqua e Boschi Sant'Anna, uniti nel 1928
- Breonio - aggregato nel 1928 in parte al comune di Fumane (inclusa la frazione capoluogo), e in parte al neo-costituito comune di Sant'Anna d'Alfaedo (assieme a parte dell'ex comune di Prun)
- Castione Veronese (già Castione) - aggregato nel 1928 al comune di Costermano
- Correzzo - aggregato nel 1928 al comune di Gazzo Veronese
- Negarine - aggregato nel 1928 ai comuni di Pescantina e San Pietro in Cariano (la frazione capoluogo fu aggregata a San Pietro in Cariano)
- Prun - aggregato nel 1928 in parte al comune di Negrar (inclusa la frazione capoluogo), e in parte al neo-costituito comune di Sant'Anna d'Alfaedo (assieme a parte dell'ex comune di Breonio)
- Mizzole - aggregato nel 1933 al comune di Verona

### Provincia di Vicenza
- Treschè Conca - aggregato nel 1869 al comune di Roana; ricostituito nel 1906 e riaggregato e Roana nel 1928
- Magrè Vicentino (già Magrè) - aggregato nel 1928 al comune di Schio
- Novale - aggregato nel 1928 al comune di Valdagno
- Crosara - aggregato nel 1938 al comune di Marostica
- Vallonara - aggregato nel 1938 al comune di Marostica
- Valrovina - aggregato nel 1938 al comune di Bassano del Grappa
- Casotto e Forni di Val d'Astico - uniti nel 1940, con parte del comune di Rotzo, nel comune di Valdastico
- Tretto - aggregato nel 1969 al comune di Schio[79]
- Grancona e San Germano dei Berici - fusi nel 2017 nel comune di Val Liona
- Barbarano Vicentino e Mossano - fusi nel 2018 nel comune di Barbarano Mossano
- Mason Vicentino e Molvena - fusi nel 2019 nel comune di Colceresa
- Conco e Lusiana - fusi nel 2019 nel comune di Lusiana Conco
- Campolongo sul Brenta, Cismon del Grappa, San Nazario e Valstagna - fusi nel 2019 nel comune di Valbrenta